# Lijst van tot levenslang veroordeelden in Nederland
Deze lijst van tot levenslang veroordeelden in Nederland omvat personen die onherroepelijk tot levenslange gevangenisstraf zijn veroordeeld en personen die levenslang hebben gekregen, maar van wie de strafzaak in hoger beroep nog loopt. Het gaat om mensen die volgens het Nederlands strafrecht veroordeeld zijn, dus niet bijvoorbeeld door het Internationaal Strafhof in Den Haag.
Levenslange gevangenisstraf is in Nederland de zwaarste straf die door een rechtbank kan worden opgelegd. De straf werd in 1870 ingevoerd als vervanging van de doodstraf, die toen werd afgeschaft.

## Voor 1870
Tijdens het ancien régime werd gevangenisstraf maar weinig opgelegd. Men gaf de voorkeur aan de doodstraf, lijfstraffen, verbanning, burgerlijke dood en algehele verbeurdverklaring. Levenslange gevangenisstraf kwam sporadisch voor. Het Crimineel Wetboek voor het Koningrijk Holland van 1809, de eerste centrale codificatie van het strafrecht in Nederland, voorzag in een maximale gevangenisstraf van twintig jaar.
Het onderstaande overzicht is niet compleet

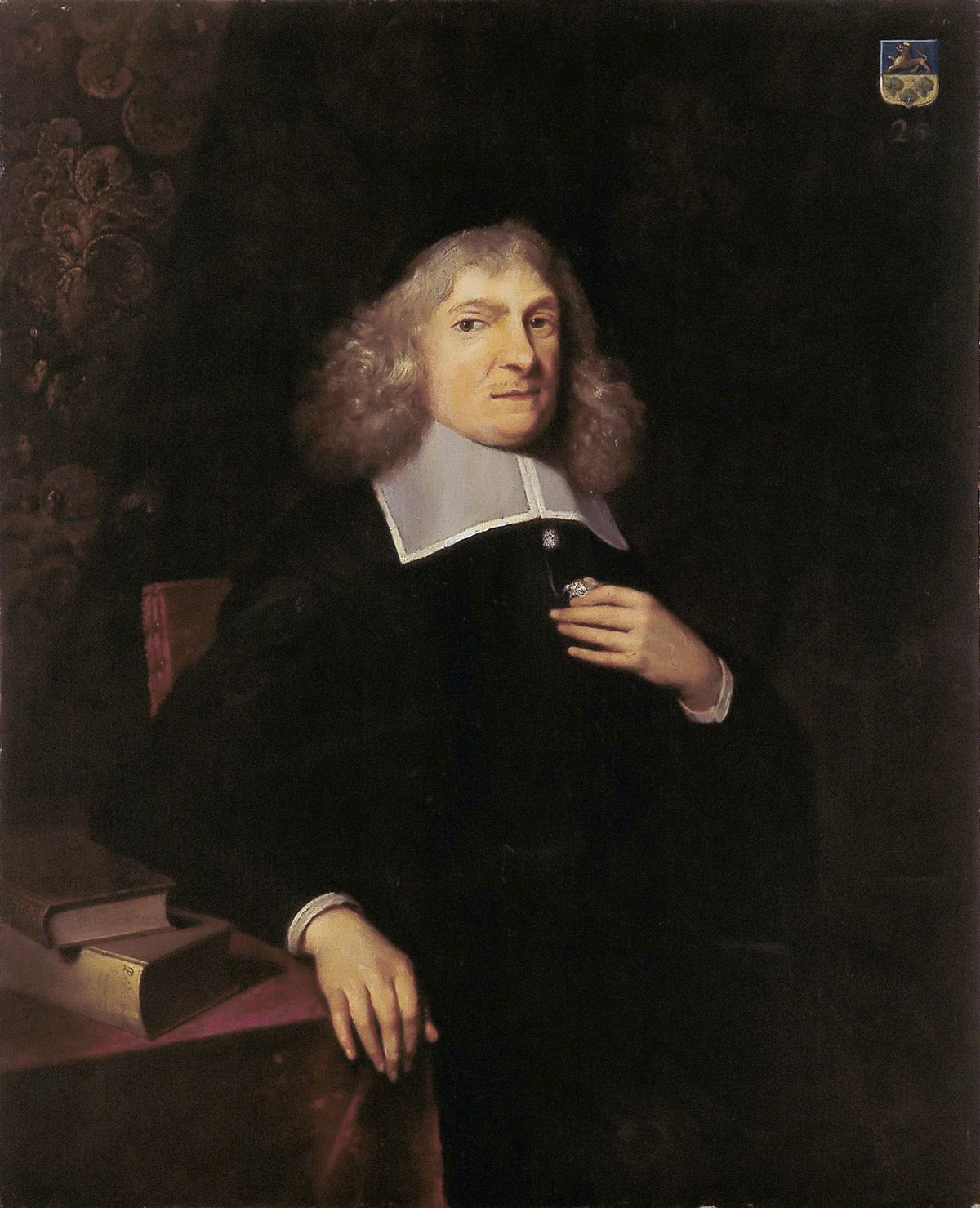
Abraham van Wicqefort

| Jaar | Naam                         | Info |
| ---- | ---------------------------- | --- |
| 1539 | Lijsbeth Claesdr.            | Hof van Holland. Wegens "het ombrengen van haren m?? in krankzinnigheid veroordeeld tot levenslange gevangenis." |
| 1559 | Bastiaen Jansz. van Tilburch | Hof van Holland. Wegens "violatie van ban op zijn lijf volgens zekere missive van de Co. Mat." veroordeeld "voor zijn leven op de Galeijen". |
| 1569 | Jan Maria Capriano           | Hof van Holland. Wegens "diefstal en vele opligterijen, onder valsche namen gepleegd veroordeeld tot de Galeijen voor zijn leven." |
| 1619 | Hugo de Groot                | Werd door 24 rechtsgeleerden tot ''der eeuwige gevangenisse'' veroordeeld. Op 22 maart 1621 ontsnapte hij via een boekenkist. Hij overleed op de vlucht in Rostock, Duitsland op 28 maart 1645, 62 jaar oud. |
| 1642 | Claude le Maire du Corbet    | Hof van Holland. Wegens het vervalsen van diverse handtekeningen aanvankelijk ter dood veroordeeld, later "gecondemneerd in eene eeuwige gevangenis". |
| 1660 | NN                           | Gerecht te Amsterdam. "Een, die de Admiraliteits paspoorten hadden naegemaekt, daer mede de goederen door den Boom gesloken wierden, is op 't schavot de duim afgekapt en in 't rasphuis eeuwig geconfineert." |
| 1675 | Abraham de Wicquefort        | Hof van Holland. Wegens "onbehoorlijke correspondentie" tot levenslange opsluiting veroordeeld. Al zijn goederen werden verbeurd verklaard. Na vier jaar gevangenschap ontsnapt en de laatste jaren van zijn leven in vrijheid doorgebracht. |
| 1700 | Sophia van der Maa           | Hof van Holland. Wegens "onbehoorlijke conversatie gepermitteert aan haare dochter" "voor haar leven geconfineert tot haar eigen kosten, en gecondemneerd in het duplum van f. 33,000.-.-. welke zij genoten had." |
| 1732 | Eva Wijnantge                | Hof van Holland. Wegens het uitgeven van vals geld "met de strop om den hals gegeesseld, gebrandmerkt en voor haar leven geconfineerd". |
| 1732 | Pieter Koene                 | Hof van Holland. Echtpaar. Wegens "gepleegde falsiteiten omtrent het transporteeren van fidei commissaire obligatien" "met het zwaard over 't hoofd gestraft en voor eeuwig geconfineerd." |
| 1732 | Johanna Maria Schut          | Hof van Holland. Echtpaar. Wegens "gepleegde falsiteiten omtrent het transporteeren van fidei commissaire obligatien" "met het zwaard over 't hoofd gestraft en voor eeuwig geconfineerd." |
| 1748 | Pieter de la Rocque          | Luitenant-generaal Pieter de la Rocque werd door de Hoge Krijgsraad der Verenigde Nederlanden wegens wangedrag bij de verdediging van Hulst "gecasseert van alle zyne Militaire Charges, en gecondemneert, om met den zwaarde onthalst te worden, met confiscatie van goederen en condemnatie in de kosten en misen van Justitie". De straf werd door prins Willem IV verzacht tot "dat men Hem het zwaard over 't hooft zoude slaan, en voorts voor zyn leven geconfineert op Loevestein en Condemnatie als boven." |

## 1870 - 1886
Op 17 september 1870 schafte Nederland als een van de eerste West-Europese landen de doodstraf af en verving deze straf door de levenslange tuchthuisstraf. Minister Van Lilaar had het niet gemakkelijk gehad om zijn wet aangenomen te krijgen. Na vier dagen van heftig debatteren nam de Tweede Kamer het voorstel met 48 tegen 30 stemmen aan, de Eerste Kamer volgde met 20 tegen 18 stemmen.

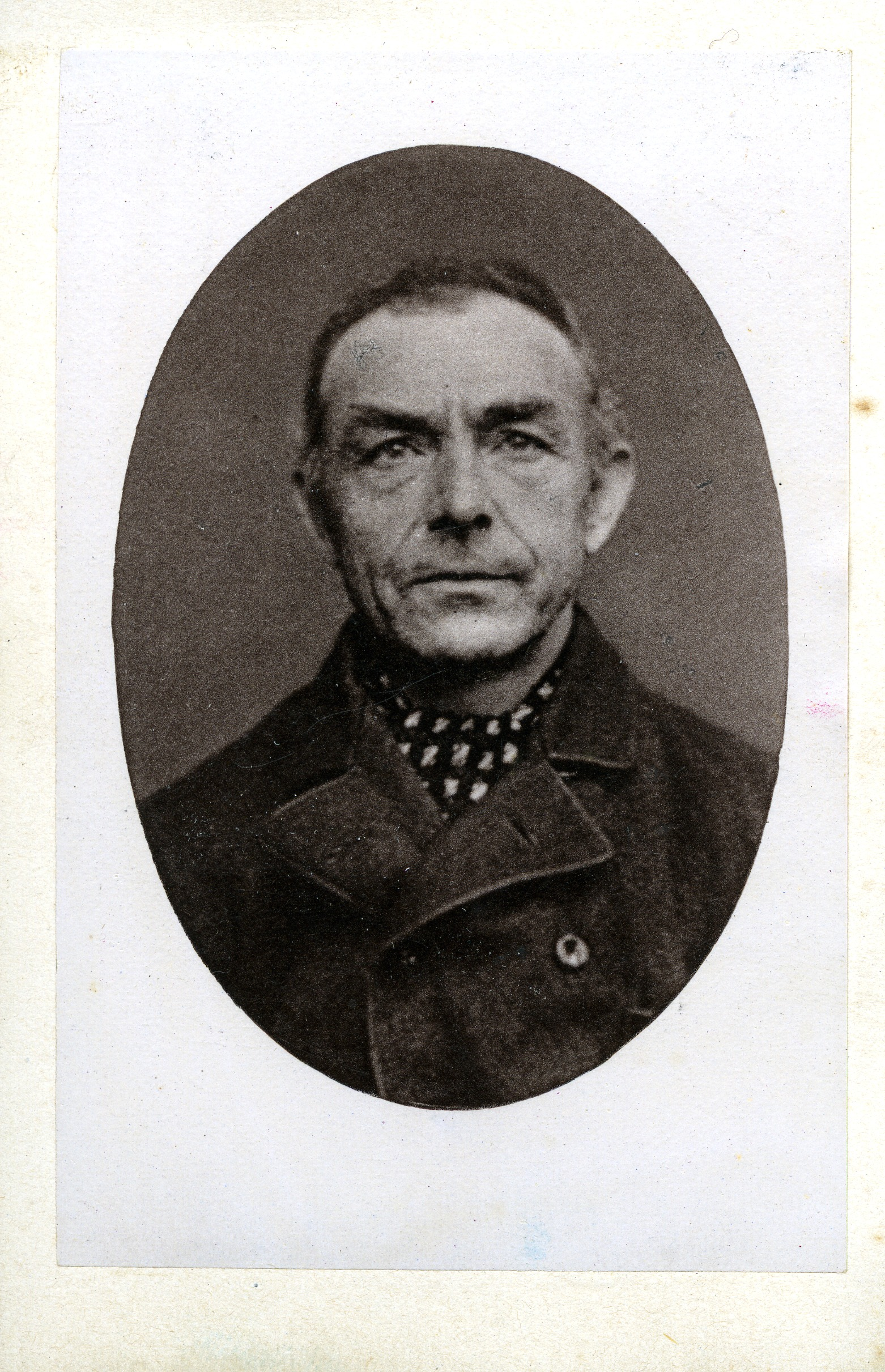
Marcus Lammerts Dalstra
1871

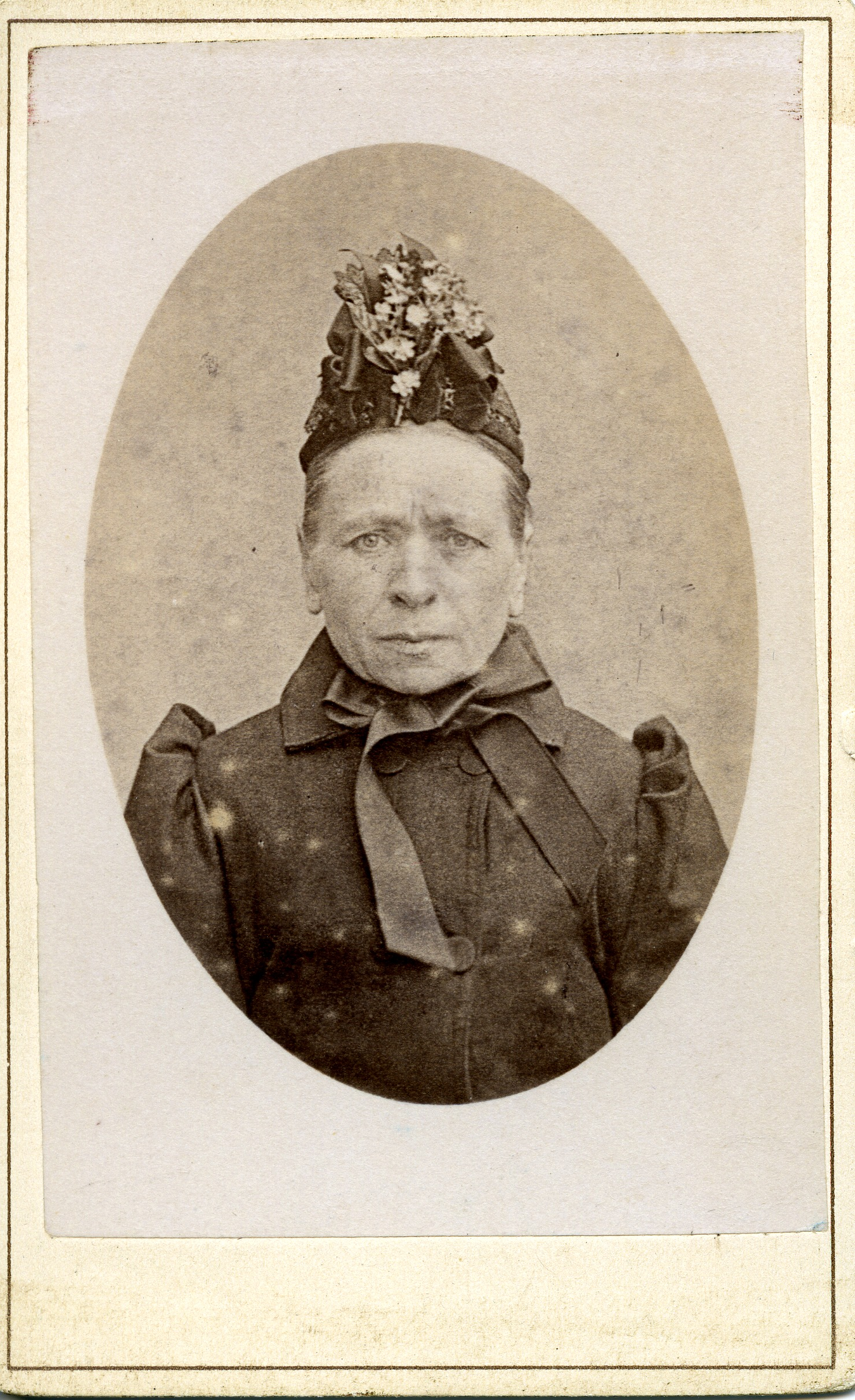
Elisabeth Ras
1872

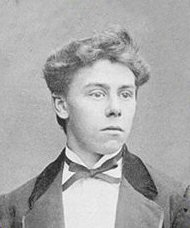
Hendrik Jut
1876

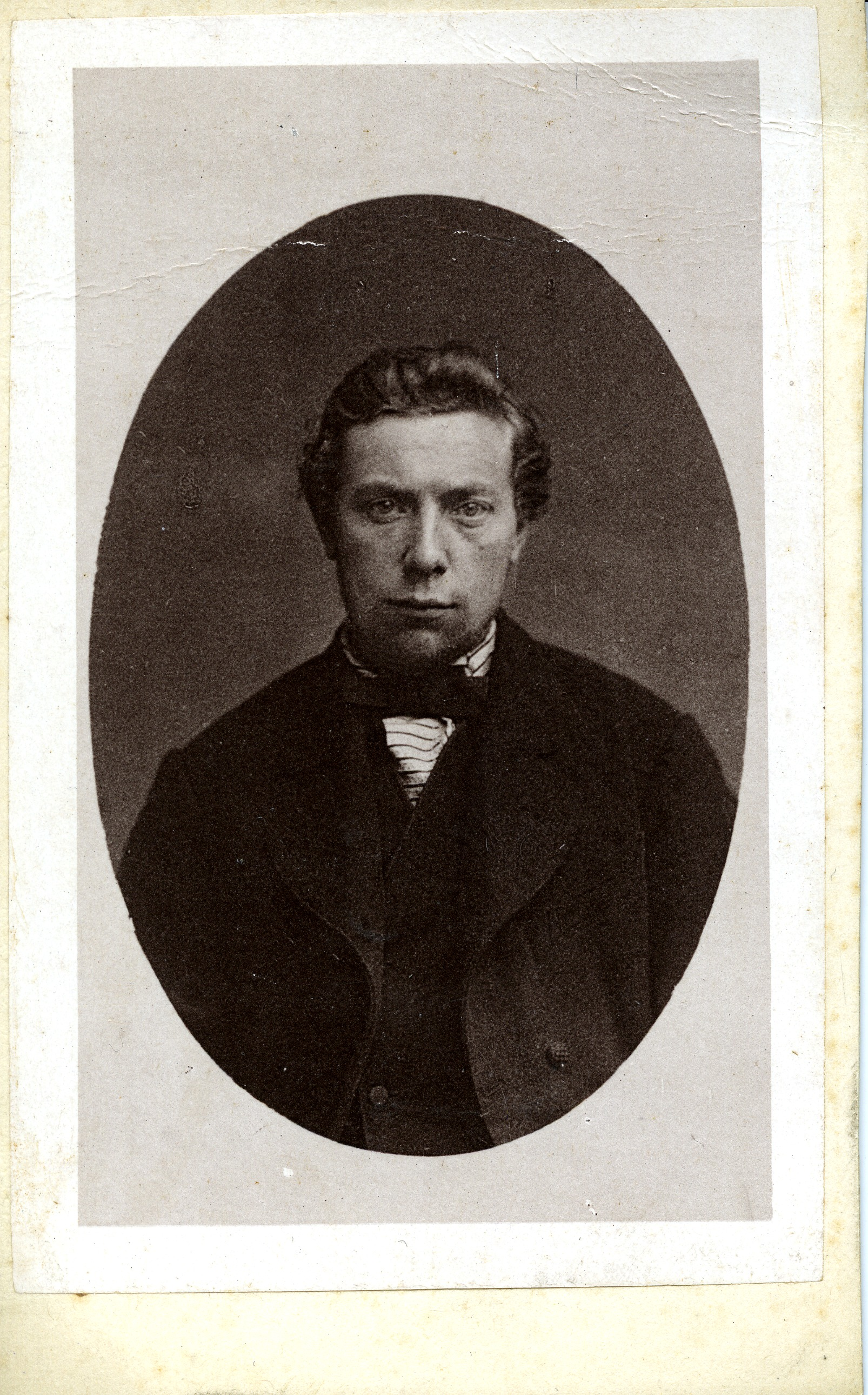
Gradus Arends
1884

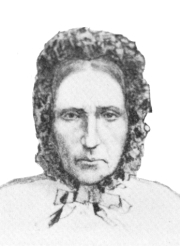
Maria Swanenburg
1885

Legenda
| Onherroepelijke veroordeling, veroordeelde zit gevangen | Veroordeelde is overleden in de gevangenis    | Veroordeelde heeft gratie gekregen      |
| Strafzaak loopt nog                                     | In een inrichting geplaatst en daar overleden | Vrijgesproken na herziening strafproces |
| Bij verstek veroordeeld                                 |                                               | Onbekend                                |

| Jaar | Naam                    | Naam                                                | Info |
| ---- | ----------------------- | --------------------------------------------------- | --- |
| 1871 |                         | Lammert Teijes Dalstra                              | Vader, zoon en neef vermoordden in 1867 een rijk echtpaar in een boerderij bij Nijega. Het drietal werd als eerste volgens de nieuwe wetgeving tot levenslang veroordeeld. De wet was ook van toepassing op misdrijven die gepleegd waren vóór het ingaan van deze nieuwe regelgeving. De vader overleed in 1885 in de gevangenis, de zoon kwam in 1894 vrij, de neef in 1906.                                                               |
| 1871 | Marcus Lammerts Dalstra |                                                     | Vader, zoon en neef vermoordden in 1867 een rijk echtpaar in een boerderij bij Nijega. Het drietal werd als eerste volgens de nieuwe wetgeving tot levenslang veroordeeld. De wet was ook van toepassing op misdrijven die gepleegd waren vóór het ingaan van deze nieuwe regelgeving. De vader overleed in 1885 in de gevangenis, de zoon kwam in 1894 vrij, de neef in 1906.                                                               |
| 1871 | Auke Freerks Dalstra    |                                                     | Vader, zoon en neef vermoordden in 1867 een rijk echtpaar in een boerderij bij Nijega. Het drietal werd als eerste volgens de nieuwe wetgeving tot levenslang veroordeeld. De wet was ook van toepassing op misdrijven die gepleegd waren vóór het ingaan van deze nieuwe regelgeving. De vader overleed in 1885 in de gevangenis, de zoon kwam in 1894 vrij, de neef in 1906.                                                               |
| 1871 |                         | Iman Dorst                                          | De 24-jarige boerenknecht vermoordde in Tholen een vrouw die zwanger van hem was, door haar te verdrinken in een paardenput. Dorst overleed een jaar later in de gevangenis. |
| 1872 |                         | Elisabeth Ras                                       | De twee beraamden samen met een andere man de moord op de echtgenoot van Ras. Van Tongeren schoot hem te Heemstede dood met een geweer. Na verhoor in tegenwoordigheid van het lijk bekenden ze. De zaak kwam drie keer voor de Hoge Raad; tweemaal werd het verwezen naar een ander gerechtshof, totdat ten slotte het beroep in cassatie werd verworpen. Ras kreeg gratie in 1891 en kwam in 1893 vrij, Van Tongeren kreeg gratie in 1893. |
| 1872 | Pieter van Tongeren     |                                                     | De twee beraamden samen met een andere man de moord op de echtgenoot van Ras. Van Tongeren schoot hem te Heemstede dood met een geweer. Na verhoor in tegenwoordigheid van het lijk bekenden ze. De zaak kwam drie keer voor de Hoge Raad; tweemaal werd het verwezen naar een ander gerechtshof, totdat ten slotte het beroep in cassatie werd verworpen. Ras kreeg gratie in 1891 en kwam in 1893 vrij, Van Tongeren kreeg gratie in 1893. |
| 1872 |                         | Jan van Druten                                      | De weduwnaar uit Arnhem wierp wegens armoede zijn dochters van 4 en 5 jaar in de Rijn. De jongste verdronk. |
| 1876 |                         | Hendrik Jut                                         | Vermoordde samen met zijn latere vrouw in 1872 bij een roof een vrouw en haar dienstbode in Den Haag. Zijn vrouw kreeg 12 jaar tuchthuisstraf. Hij overleed twee jaar later in de gevangenis in Leeuwarden. |
| 1877 |                         | Johannes Hendrikus Thuis                            | De kastelein vergiftigde zijn vrouw in 1874 te Oud-Zevenaar met arseen(III)oxide. Twee jaar later werd het lijk opgegraven en werden sporen van arsenicum gevonden. In 1877 kreeg Thuis levenslang, enkele maanden later overleed hij in de gevangenis. |
| 1877 |                         | Gerardus de Vos                                     | Vergiftigde te Waddinxveen zijn vrouw Martijntje Figee omdat hij met zijn dienstbode wilde trouwen. Bij het huwelijk van Wilhelmina in 1901 kreeg hij gratie en werd zijn straf gewijzigd in 25 jaar. |
| 1878 |                         | Ferdinand Heun                                      | De arme dagloner en voormalig kostganger kreeg levenslang voor moord gevolgd door diefstal op een weduwe te Middelstum. Hij overleed in 1899 in de gevangenis. |
| 1879 |                         | Johannes Gaientaan                                  | De 57-jarige kreeg levenslang voor de moord in Amsterdam op een weduwe waarmee hij had samengewoond. Hij had daarvoor al 27 jaar in de gevangenis doorgebracht. In 1881 overleed hij in de gevangenis. |
| 1880 |                         | Adriaan van Beest                                   | Vermoordde een dienstbode bij een inbraak bij een rijke boer in Sleeuwijk. Van Beest overleed eind 1901 in de gevangenis. |
| 1883 |                         | Rijk Sijberden                                      | De weduwnaar te Baarn liet zijn dochter in het geheim bevallen van een kind dat hij bij haar had verwekt en vermoordde daarna de baby. Hij overleed in 1886 in de gevangenis. |
| 1884 |                         | Nicolaas Geerekink                                  | De 52-jarige uit Zevenhoven (Zuid-Holland) nam een levensverzekering voor zijn broer en diens dochter, en mengde arsenicum door hun zuurkool. Zijn broer overleed hieraan, het meisje herstelde. Geerekink, die al eerder tot 5 jaar was veroordeeld, kreeg levenslang en overleed in 1887 in de gevangenis. |
| 1884 |                         | Gradus Arends                                       | Voor een roofoverval bij een boerderij te Heino, waarbij een dode viel. De straf werd later in 30 jaar omgezet, augustus 1913 kwam hij vrij. |
| 1884 |                         | Gijsbertus van der Voort                            | Beroofde een man, wierp hem hierna van de steile oever in het water van de haven in Zutphen en doodde hem door het gooien van bakstenen. |
| 1885 |                         | Maria Swanenburg (Goeie Mie, de Leidse gifmengster) | Sloot verzekeringen af op ouderen en zieken, die zij daarna vergiftigde. Ze werd verdacht van negentig sterfgevallen uit haar omgeving en uiteindelijk veroordeeld wegens moord op drie mensen. In de gevangenis probeerde ze twee medegevangenen te vergiftigen met het kwik uit een spiegel. Haar gratieverzoeken werden afgewezen en ze overleed in 1915 in de gevangenis.                                                                |
| 1885 |                         | Cesar Timmermans                                    | Vermoordde de bekende Maastrichtse advocaat Van Oppen en diens zoon en dochter, wegens een conflict over proceskosten. Timmermans overleed eind 1887 in de gevangenis. |

## 1886 - 1945
De vervanging van de doodstraf door levenslange opsluiting verhoogde de noodzaak van een algehele herziening van het strafwetboek. In 1870 werd een staatscommissie onder leiding van hoogleraar De Wal belast met de samenstelling van een eigen Nederlands strafwetboek. Uiteindelijk werd de nieuwe codificering vastgelegd in 1881 en trad het in werking op 1 september 1886. De levenslange gevangenisstraf bleef van kracht, minister Modderman wist door zijn betoog te voorkomen dat een amendement voor herinvoering van de doodstraf werd ingediend.
Van de invoering van het Wetboek van Strafrecht in 1886 tot 1945 is 34 keer een levenslange celstraf opgelegd.

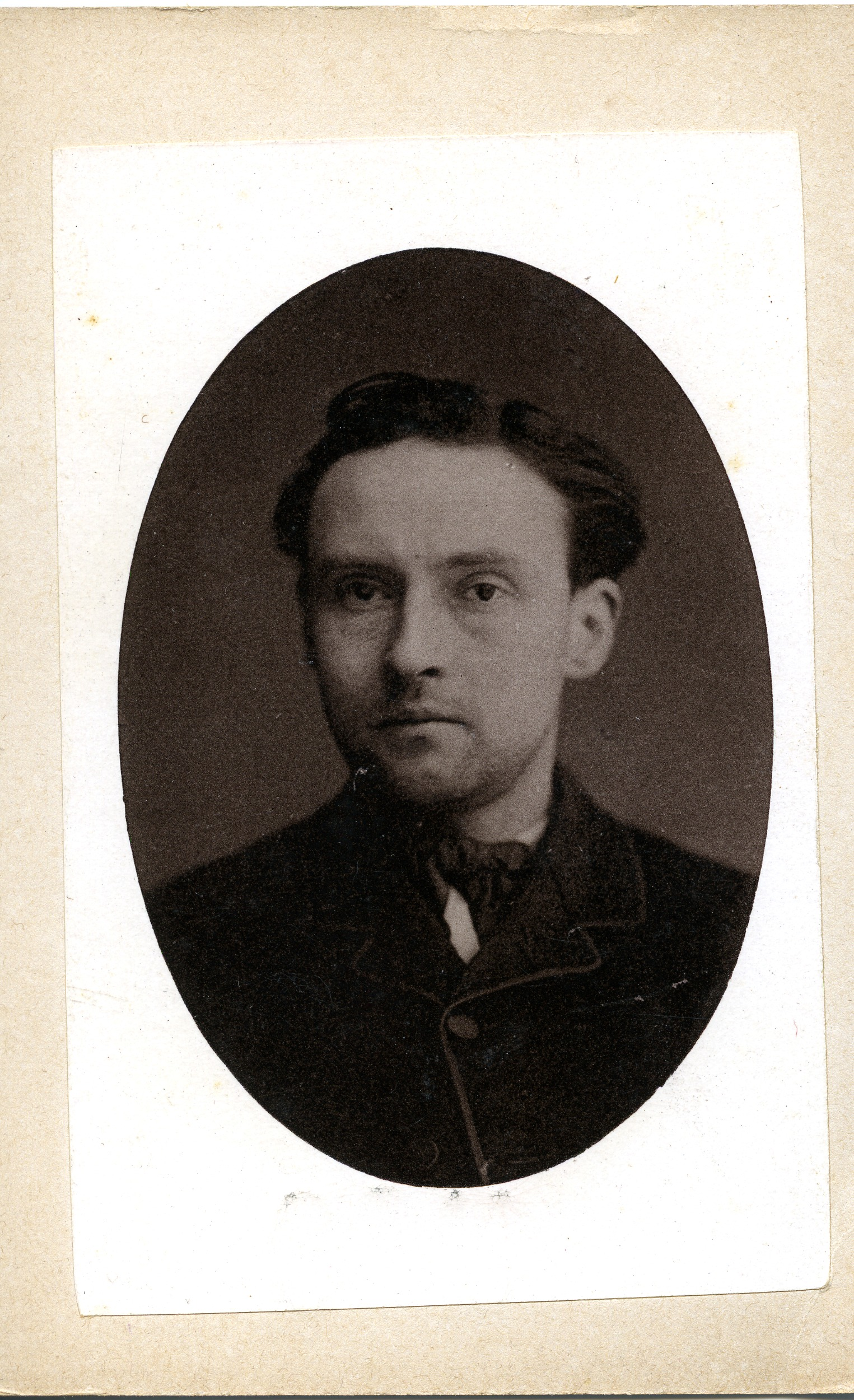
Louis van Bergen van der Grijp
1889

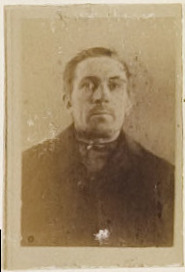
Marcus Johannes van Kampen
1898

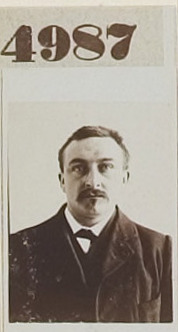
Teunis van Ee
1908

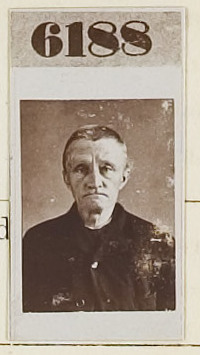
Johannes Jacobus Beek
1910

Legenda
| Onherroepelijke veroordeling, veroordeelde zit gevangen | Veroordeelde is overleden in de gevangenis    | Veroordeelde heeft gratie gekregen      |
| Strafzaak loopt nog                                     | In een inrichting geplaatst en daar overleden | Vrijgesproken na herziening strafproces |
| Bij verstek veroordeeld                                 |                                               | Onbekend                                |

| Jaar | Naam                        | Naam                           | Info |
| ---- | --------------------------- | ------------------------------ | --- |
| 1889 |                             | Louis van Bergen van der Grijp | Voor de moord op een bejaarde weduwe in Stolwijk. Van Bergen van der Grijp werd in 1912 voorwaardelijk in vrijheid gesteld. Quik overleed in 1893 in de Groninger strafgevangenis. |
| 1889 | Leonardus Quik              |                                | Voor de moord op een bejaarde weduwe in Stolwijk. Van Bergen van der Grijp werd in 1912 voorwaardelijk in vrijheid gesteld. Quik overleed in 1893 in de Groninger strafgevangenis. |
| 1890 |                             | Wilhelmus Stoeldraaijers       | Hield als voogd van zijn nicht haar geld in bewaring. Toen ze wilde trouwen en hij het geld uit zou moeten keren, wurgde hij haar in Luijksgestel. Bij het huwelijk van Wilhelmina in 1901 kreeg hij gratie en werd zijn straf gewijzigd in 25 jaar. In 1905 stierf hij echter, voor hij de resterende straf had uitgezeten. |
| 1891 |                             | Grietje Wobbes Gaaikema        | De 59-jarige weduwe uit Roden vergiftigde haar dochter enkele weken voordat deze ging trouwen. De weduwe wilde haar dochters deel van de nalatenschap van haar man verkrijgen. Ze overleed in 1911 in de vrouwengevangenis te Gorinchem. |
| 1893 |                             | Gijsbertus (Gijp) van Gelder   | Bende van Oss. Pleegde verschillende moordaanslagen rondom Oss en vermoordde samen met drie anderen wachtmeester Hoekman die orde op zaken moest stellen. Van Gelder kreeg als enige levenslang. Bij het 25-jarige regeerjubileum van Wilhelmina in 1923 kreeg hij gratie. Hij bleef tot zijn dood ontkennen dat hij het dodelijke schot had gelost.                                                                                      |
| 1894 |                             | Machiel Lampier                | Voor de moord op zijn vrouw, haar zus en hun moeder te Marollenput. Zijn schoonmoeder had kort daarvoor een erfenis gekregen. Lampier wilde dit geld roven om daarmee samen met zijn geheime liefde naar de Verenigde Staten te emigreren. In 1918 werd hij in een rijkskrankzinnigengesticht geplaatst waar hij stierf in 1931. |
| 1894 |                             | Johan Barger                   | De dominee in Harlingen werd veroordeeld voor moord op een naaister die bij hem werkzaam was. In 1900 overleed hij in de gevangenis. |
| 1895 |                             | Nicolaas (Klaas) Boes          | De 17-jarige kreeg levenslang voor een dubbele moord te Schagen. De straf werd uiteindelijk omgezet in een tijdelijke straf van 25 jaar. Boes kwam april 1922 vrij. |
| 1896 |                             | Martinus Albers                | De 50-jarige vermoordde zijn vrouw in Velp met een slagersmes. De oud-militair had in Nederlands-Indië al 8 jaar gezeten voor een moordaanslag op een sergeant. In 1903 overleed hij in de gevangenis. |
| 1898 |                             | Marcus Johannes van Kampen     | De bloembollenkweker uit Sassenheim vergiftigde zijn vrouw Johanna de Winter en zijn zwager Jozephus van Diest opdat hij met Van Diests vrouw kon trouwen. In 1920 werd hij voorwaardelijk in vrijheid gesteld. |
| 1900 |                             | Catharina van Viegen           | Vergiftigde haar man en dochter, opdat ze verzekeringsgeld kon innen. |
| 1904 |                             | Luije van der Laan             | Vermoordde zijn schoonzuster en meldde zichzelf bij de politie. Hij had als 13-jarige al eerder een moord gepleegd. Hij ging niet in hoger beroep en pleegde een jaar later zelfmoord in de gevangenis. |
| 1908 |                             | Teunis van Ee                  | Werd met drie anderen veroordeeld voor de roofmoord op een 15-jarige kantoorloper in Zeist. In 1928 kwam hij vrij, een maand later dan een van zijn mededaders, die tot 20 jaar was veroordeeld. |
| 1910 |                             | Johannes Jacobus Beek          | Stuurde een vergiftigde taart naar marktmeester Markus. Deze taart werd opgegeten door de vrouw van Markus en een dienstbode, waarna de vrouw overleed, de dienstbode herstelde. Beek kreeg levenslang en overleed in 1918 in de gevangenis. Het arrest van de Hoge Raad is bekend onder de naam Hoornse taart. |
| 1911 |                             | Jacobus van Rennes             | Verkrachtte en wurgde de 13-jarige Jaantje Pulle te Renkum. In 1927 kwam hij vrij, maar hetzelfde jaar belandde hij weer in de Leeuwarder strafgevangenis. |
| 1912 |                             | Petrus Lambertus Senden        | De zwerver vermoordde samen met twee Duitsers de bejaarde Gelissen te Beek. Hij overleed in 1934 in de gevangenis. |
| 1917 |                             | Evert Johannes Roelofsen       | Moord te Wolfheze. Schoot rijksveldwachter Martinus van Beek dood en verwondde een agent bij zijn arrestatie. Werd eerst ontoerekeningsvatbaar verklaard maar in hoger beroep kreeg hij levenslang. Nadat hij 30 jaar vastgezeten had, kreeg hij gratie en werd in een inrichting in Eindhoven geplaatst. Hieruit ontsnapte hij in 1952.                                                                                                  |
| 1919 |                             | Gerardus Marinus Verhoeven     | Vermoordden Antoon van Dijk te Haaren. Antonia Veldhuizen werd voor medeplichtigheid veroordeeld tot 15 jaar. De Kort kwam vrij in 1937, Verhoeven in 1938. |
| 1919 | Antonius de Kort            |                                | Vermoordden Antoon van Dijk te Haaren. Antonia Veldhuizen werd voor medeplichtigheid veroordeeld tot 15 jaar. De Kort kwam vrij in 1937, Verhoeven in 1938. |
| 1920 |                             | Aldert Smit                    | Voor de roofmoord op de 19-jarige korporaal Vos. Hij kwam vrij in 1934. |
| 1920 |                             | Theodorus Leijgraf             | Voor de moord op de bejaarde zusters Wilhelmina Theodora en Johanna Catharina Makaaij te Millingen. Zijn levenslange gevangenisstraf werd na een paar gratieverzoeken omgezet tot 25 jaar. Hij kwam vrij op 14 november 1938. |
| 1921 |                             | Antoon Ewalts                  | Vermoordde Elisabeth Verblakt bij een roof te Blitterswijck. |
| 1925 |                             | Jacobus van Munster            | De zwerver pleegde met anderen een roof op een bejaarde boer en diens zus. Van Munster verkrachtte de vrouw en vermoordde beiden met een houten hamer. In 1934 werd hij in een rijkskrankzinnigengesticht geplaatst waar hij stierf in 1937. |
| 1925 |                             | Jan Capelle                    | Voor de roofmoord op zijn moeder te Peperga. |
| 1929 |                             | Jacobus Petrus Douwma          | Voor de wurging van een bejaarde huishoudster bij een inbraak bij een boer in Amstelveen. |
| 1929 | Dirk van Pietersom          |                                | Voor de wurging van een bejaarde huishoudster bij een inbraak bij een boer in Amstelveen. |
| 1930 |                             | Jan Hoek                       | Werd veroordeeld voor moord op en verkrachting van de 21-jarige verpleegster Tine Koperberg in een bos bij Bennekom. Hoek was al eerder veroordeeld wegens aanranding. |
| 1930 |                             | Gerrit Maliepaard              | Voor roofmoord met een bijl op zijn schoonzus in de Willebrordusstraat te Rotterdam. Maliepaard werd dezelfde dag op het station van Den Bosch opgepakt met in zijn koffer het gestolen geld en een bebloede bijl. Hij bekende de moord onmiddellijk. |
| 1931 |                             | Joseph Gottfried Maring        | Amsterdamse torendrama. De leidekker vermoordde zijn compagnon Leendert Arkenbout op de Majellatoren en streek hierna verzekeringsgeld op. Na anderhalf jaar probeerde hij zijn knecht te verzekeren, waarna men onraad rook en hem oppakte. Hij probeerde terwijl hij vastzat de kroongetuige te laten vermoorden. In 1949 werd zijn straf omgezet in 30 jaar.                                                                           |
| 1935 |                             | Emanuel Polak                  | Voor moord en verkrachting van de 7-jarige Sara Beugeltas in een bananenpakhuis aan het Waterlooplein te Amsterdam. De dader, een 21-jarige arbeider, had al twee veroordelingen wegens zedendelicten achter de rug. Ondanks het feit dat Polak Joods was, overleefde hij de Tweede Wereldoorlog en stierf in 1964 in de Van der Hoevenkliniek te Utrecht.                                                                                |
| 1940 |                             | Reyer Albers                   | Moord te Leidschendam. Voor de roofmoord op veehandelaar C.G. van der Horst. Hij verzocht verschillende malen om gratie en werd uiteindelijk in 1956 vrijgelaten. |
| 1942 |                             | Teunis Albertus Fredrik Slont  | Moord aan de Franselaan. Voor de roofmoord op de winkelier Petrus B.C. van Aart. Het slachtoffer werd begraven onder de kruipruimte van het huis van Slont. |
| 1942 | Joseph Hubert Johannes Dils |                                | Moord aan de Franselaan. Voor de roofmoord op de winkelier Petrus B.C. van Aart. Het slachtoffer werd begraven onder de kruipruimte van het huis van Slont. |
| 1943 |                             | Johannes Bemond                | Werden veroordeeld voor de roofmoord te Schiedam op de Joodse bejaarde Rebecca de Vries-Schnitsler en haar dochters Henriette de Vries en Mietje de Vries. De vrouwen wilden onderduiken en namen contact op met de mannen. Deze vermoordden de vrouwen echter tijdens de vlucht en gooiden de lichamen in de Maas. De buit bedroeg slechts 300 gulden. In 1958 werden de straffen omgezet in tijdelijke straffen van 30 jaar en 23 jaar. |
| 1943 | Johan Michiel Woltering     |                                | Werden veroordeeld voor de roofmoord te Schiedam op de Joodse bejaarde Rebecca de Vries-Schnitsler en haar dochters Henriette de Vries en Mietje de Vries. De vrouwen wilden onderduiken en namen contact op met de mannen. Deze vermoordden de vrouwen echter tijdens de vlucht en gooiden de lichamen in de Maas. De buit bedroeg slechts 300 gulden. In 1958 werden de straffen omgezet in tijdelijke straffen van 30 jaar en 23 jaar. |

## 1945 - 1970
Van 1945 tot 1970 werd de straf veertienmaal opgelegd (oorlogsmisdadigers buiten beschouwing gelaten).

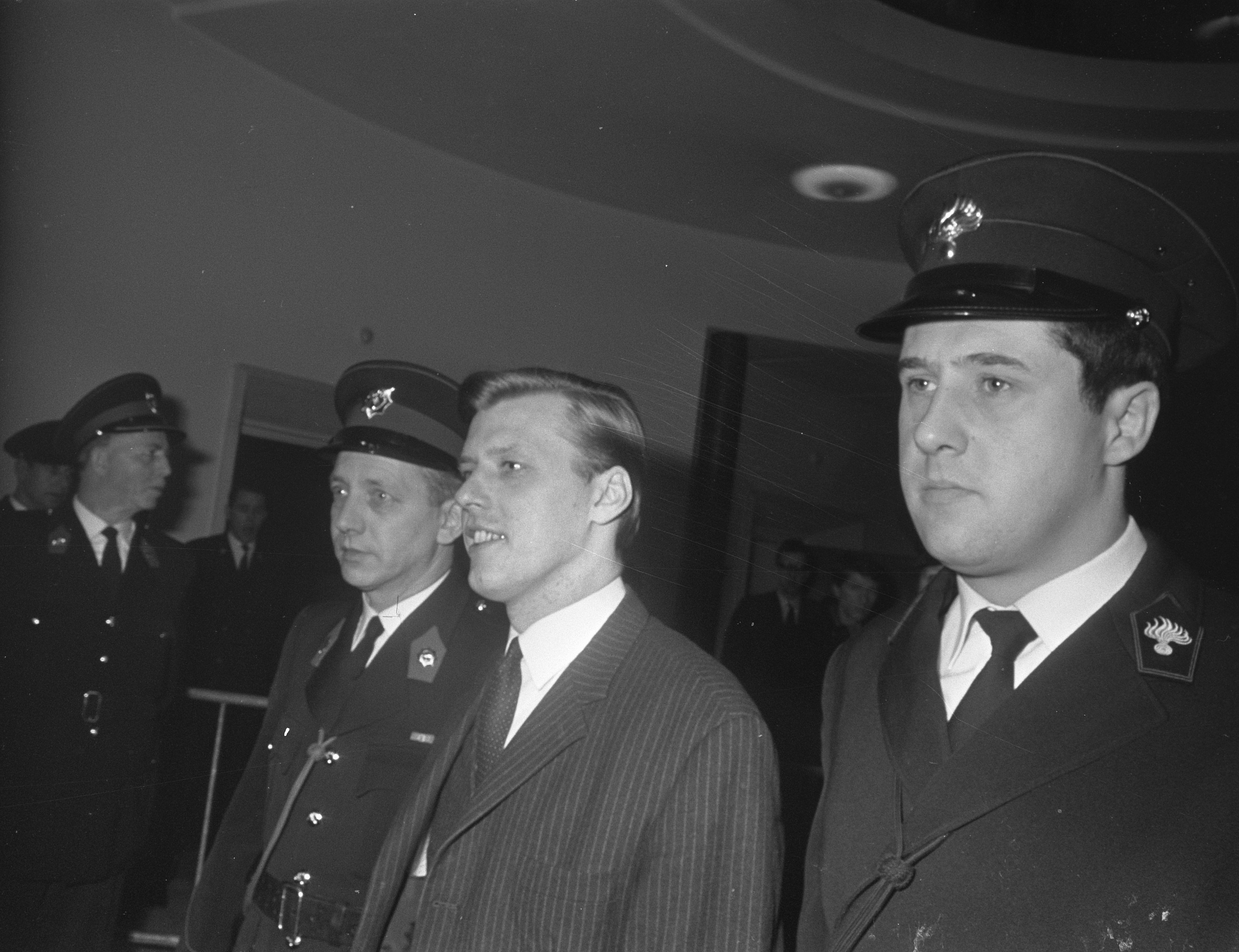
Hans van Zon
1969

Legenda
| Onherroepelijke veroordeling, veroordeelde zit gevangen | Veroordeelde is overleden in de gevangenis    | Veroordeelde heeft gratie gekregen      |
| Strafzaak loopt nog                                     | In een inrichting geplaatst en daar overleden | Vrijgesproken na herziening strafproces |
| Bij verstek veroordeeld                                 |                                               | Onbekend                                |

| Jaar | Naam                     | Naam                                                | Info |
| ---- | ------------------------ | --------------------------------------------------- | --- |
| 1946 |                          | Jan Aanstoot                                        | De kruideniersbediende vermoordde op 23 april 1945 de bejaarde broer en zussen Gerrit, Aaltje en Feike van Beek met een bijl in Enschede en roofde geld en sieraden. Hij begroef de lijken in de tuin en deed voorkomen dat de slachtoffers verhuisd waren. In 1961 werd zijn straf omgezet in 25 jaar. |
| 1947 |                          | W.A. van der Sluis                                  | Moord aan de Steynlaan. De twee mannen vermoordden begin 1944 bij een roof de bejaarde N. van Campen, een vriendin van de oma van Rutgers. De twee werden al in de oorlog vastgezet, maar werden vrijgelaten toen ze als vrijwilligers voor het oostfront geworven werden door de Waffen-SS. Na de oorlog werden ze eerst door het bijzonder gerechtshof veroordeeld, later kregen ze ook levenslang voor de moord. In 1958 kregen beiden gratie en werd hun straf omgezet in 18 jaar.                                                          |
| 1947 | Paulus Wilhelmus Rutgers |                                                     | Moord aan de Steynlaan. De twee mannen vermoordden begin 1944 bij een roof de bejaarde N. van Campen, een vriendin van de oma van Rutgers. De twee werden al in de oorlog vastgezet, maar werden vrijgelaten toen ze als vrijwilligers voor het oostfront geworven werden door de Waffen-SS. Na de oorlog werden ze eerst door het bijzonder gerechtshof veroordeeld, later kregen ze ook levenslang voor de moord. In 1958 kregen beiden gratie en werd hun straf omgezet in 18 jaar.                                                          |
| 1948 |                          | Petrus de Jong                                      | Voor de roofmoord op Paulina Luijks-van den Broek. Tegen een celgenoot bekende De Jong deze moord, alsook de moord op winkelier 'Popke' Driesen. De winkelier was een aantal jaren eerder spoorloos verdwenen. Zijn stoffelijke resten werden pas in 1950 gevonden in het steegje nabij de woningen van De Jong en Driesen. In 1963 werd zijn straf omgezet in 24 jaar. |
| 1949 |                          | Hendrik Jan (Henk) Barendsen                        | Vermoordde tijdens een overval taxichauffeur A.G. Globus in zijn auto. Zijn ook aanwezige minderjarige broer werd vrijgesproken. In 1959 kreeg hij gratie en werd zijn straf omgezet in 16 jaar. Hij kwam vrij in 1961. |
| 1949 |                          | Gerardus Maton                                      | Probeerde met twee bomaanslagen zijn ex-vriendin Nellie B. te doden. In juli 1947 plaatste hij voor de deur van het café waarboven zij woonde een boobytrap met een handgranaat. Een man, De Laat, die ook boven het café woonde kwam bij deze ontploffing om het leven. Begin december stuurde Maton haar vervolgens een sinterklaascadeautje met een op scherp staande handgranaat. Het pakje werd niet geopend, maar naar de politie gebracht die de afzender en zodoende Maton kon achterhalen. In 1961 werd zijn straf omgezet in 24 jaar. |
| 1952 |                          | Derk Jan Lammers                                    | Vergiftigde drie van zijn buren. In 1963 werd zijn straf omgezet in 20 jaar. |
| 1953 |                          | Gerrit Luyer                                        | Voor de moord op de bejaarde tuinder Manus Verheul uit Naarden. Vogelenzang was eerder veroordeeld voor diefstal met poging tot moord, waarvoor hij tbr kreeg. Tijdens een proefverlof pleegde hij de moord met Luyer. In 1965 werd de straf van Luyer omgezet in 20 jaar. |
| 1953 | T.J.W. Vogelenzang       |                                                     | Voor de moord op de bejaarde tuinder Manus Verheul uit Naarden. Vogelenzang was eerder veroordeeld voor diefstal met poging tot moord, waarvoor hij tbr kreeg. Tijdens een proefverlof pleegde hij de moord met Luyer. In 1965 werd de straf van Luyer omgezet in 20 jaar. |
| 1953 |                          | Christiaan Jan (Chris) Blanken                      | Werd samen met zijn broer door de politieagent Adrianus van Eck betrapt op diefstal, waarop Blanken de agent doodschoot. Hij bekende uiteindelijk de daad en ging niet in hoger beroep. Ontsnapte twee keer uit de gevangenis, in 1955 en in 1965. Beide keren werd hij binnen een dag weer opgepakt. Een aantal jaren na zijn laatste ontsnappingspoging kreeg hij gratie. |
| 1954 |                          | John Opdam (dokter O, ook: de gifmenger van Berkel) | Berkelse huisarts die in 1952 zijn vrouw door vergiftiging om het leven bracht. Hij werd hiervoor in 1954 tot levenslang veroordeeld. Vergiftigde in de gevangenis zijn mede-levenslanggestrafte Arie Lodder, en kreeg hiervoor in 1961 opnieuw een veroordeling tot levenslang. Opdam kreeg gratie in 1975. Hij overleed in 1983. |
| 1961 |                          | John Opdam (dokter O, ook: de gifmenger van Berkel) | Berkelse huisarts die in 1952 zijn vrouw door vergiftiging om het leven bracht. Hij werd hiervoor in 1954 tot levenslang veroordeeld. Vergiftigde in de gevangenis zijn mede-levenslanggestrafte Arie Lodder, en kreeg hiervoor in 1961 opnieuw een veroordeling tot levenslang. Opdam kreeg gratie in 1975. Hij overleed in 1983. |
| 1954 |                          | Adrianus Leendert (Arie) Lodder                     | Vergiftigde zijn vrouw met arsenicum. Hij werd in de gevangenis vergiftigd door zijn mede-levenslanggestrafte John Opdam. |
| 1955 |                          | Hindrik Prinsen                                     | Nadat de pasgeboren baby van zijn ongehuwde dochter spoorloos verdween, werd Prinsen gearresteerd en berecht voor verduistering van staat maar uiteindelijk vrijgesproken. Een jaar later werd hij opnieuw vervolgd, nadat duidelijk was geworden dat hij zijn dochter misbruikte en de baby had vermoord. Prinsen werd voor de rechtbank tot 18 jaar veroordeeld, door het gerechtshof tot levenslang. Zijn straf werd in 1966 omgezet in 20 jaar.                                                                                             |
| 1969 |                          | Hans van Zon                                        | Werd in maart 1969 veroordeeld voor het plegen van drie roofmoorden, maar werd verdacht van meerdere moorden. In 1986 werd de levenslange straf omgezet naar 28,5 jaar en wegens goed gedrag met een derde verminderd, waardoor hij vrij kwam. Van Zon overleed in 1998. |

## 1970 - 2000
Slechts drie van de in Nederland tot levenslang veroordeelden met een veroordeling na 1970 hebben gratie gekregen. Een groter aantal heeft reeds om gratie gevraagd, maar dit is in alle andere gevallen afgewezen.
Legenda
| Onherroepelijke veroordeling, veroordeelde zit gevangen | Veroordeelde is overleden in de gevangenis    | Veroordeelde heeft gratie gekregen      |
| Strafzaak loopt nog                                     | In een inrichting geplaatst en daar overleden | Vrijgesproken na herziening strafproces |
| Bij verstek veroordeeld                                 |                                               | Onbekend                                |

| Jaar | Naam | Naam                   | Info |
| ---- | ---- | ---------------------- | --- |
| 1982 |      | Koos Hertogs           | Werd in 1982 tot levenslang veroordeeld wegens marteling, seksueel misbruik en moord op drie meisjes (11, 12 en 18 jaar oud). Het vermoeden bestaat dat hij meer slachtoffers op zijn geweten heeft. Overleed in 2015. |
| 1984 |      | Cevdet Yılmaz          | Was verantwoordelijk voor een zesvoudige moord in het Delftse café 't Koetsiertje, op 5 april 1983. Tot op de dag van vandaag is niet duidelijk waarom Yılmaz tot zijn daad overging. Hij werd in maart 1984 tot levenslang veroordeeld. In 2009 bleek dat hij al vanaf 31 augustus 2001 in de tbs-kliniek Dr. Henri van der Hoeven zat, vanwaaruit hij sinds september 2002 op verlof mocht om bij zijn gezin te zijn. Yılmaz heeft op 20 januari 2021 alsnog gratie gekregen. Juridische mogelijkheden om gratie af te wijzen waren uitgeput aldus minister Dekker van Rechtsbescherming.                                                                                           |
| 1989 |      | Loi Wah Chung          | Vermoordde de Rotterdamse horeca-exploitant Mei Wah Tang (34), diens vrouw Chung Sau May (32), hun dochter Kay-yan (5) en hun dochter Win-yan (6 weken). Het motief was waarschijnlijk roof. In mei 2021 is hem gratie verleend door minister Dekker (Rechtsbescherming). Hij is naar Hongkong vertrokken. |
| 1993 |      | Errol Kabak            | Schoot na een mislukte bankoverval politieagent Iman Klaassen dood. Kabak wist voor zijn veroordeling te ontsnappen. Later werd hij in Turkije gearresteerd wegens drugssmokkel. Hij werd in 1998 door een medegedetineerde in een gevangenis in Istanboel vermoord. |
| 1994 |      | Edwin Senff            | Schoot in Badhoevedorp een echtpaar neer dat hem in hun huis betrapte. De man overleed en de vrouw raakte levensgevaarlijk gewond. Hij was tevens verantwoordelijk voor eerdere, soortgelijke gewelddadige overvallen. Op 25 oktober 2023 is hem gratie verleend. |
| 1995 |      | Appie Abbenhuis        | Voor een reeks overvallen in Vreeland, Baarn, Bussum en Oosterbeek. Bij de overval op 14 mei 1990 op een Albert Heijn-filiaal in Oosterbeek werden twee personeelsleden in koelen bloede geëxecuteerd, een derde werd in de rug geschoten en raakte hierdoor blijvend invalide. Na een uitzending van Crime Time in 1992 kwam de politie hem op het spoor en zette een politie-infiltrant in die hem opzocht bij kerkdiensten van de Jehova's getuigen in Bussum. Abbenhuis rook echter onraad en vluchtte naar Chili, waar hij uiteindelijk werd vastgezet. In 1994 werd hij uitgeleverd aan Nederland. Hij ging niet in hoger beroep na de uitspraak 'levenslang' van de rechtbank. |
| 1996 |      | Frank (Frenky) Peeters | Leider van de Bende van Venlo, die zich in 1993 en 1994 schuldig maakte aan ongeveer 250 geweldsdelicten, waaronder meerdere roofmoorden. |
| 1998 |      | Harold Hong Afat       | Vermoordde in 1993 zijn vriendin, voor de ogen van haar twee zoontjes. Er werd aanvankelijk 12 jaar celstraf geëist, maar de rechter veroordeelde hem tot levenslang, mede omdat hij al eens eerder 8 jaar had gezeten. |
| 1998 |      | Bennie Sopacua         | Schoot in oktober 1997 de Rotterdamse hoofdagente Allegonda Gremmer dood, toen deze als lid van een arrestatieteam zijn woning wilde binnenvallen. |
| 1998 |      | Juan Nuri              | Vermoordde op 20 juni 1997 zijn 54-jarige ex-vrouw Maja Goeijers in haar kapsalon. De uit Spanje afkomstige Nuri had in zijn geboorteland al 5 jaar gezeten voor de moord op zijn broer. Overleed in 2021 in gevangenschap. |
| 2000 |      | Jan Stoffers           | Verkrachtte en vermoordde zijn 7-jarige buurmeisje Chanel Naomi Eleveld. Had daarbij een zedenhistorie. Op 20 juli 2000 werd in hoger beroep opnieuw levenslang uitgesproken. |

## 2000 - 2020
Legenda
| Onherroepelijke veroordeling, veroordeelde zit gevangen | Veroordeelde is overleden in de gevangenis    | Veroordeelde heeft gratie gekregen      |
| Strafzaak loopt nog                                     | In een inrichting geplaatst en daar overleden | Vrijgesproken na herziening strafproces |
| Bij verstek veroordeeld                                 |                                               | Onbekend                                |

| Jaar | Naam | Naam                              | Info | Uitspraak |
| ---- | ---- | --------------------------------- | --- | --- |
| 2002 |      | Ugur Uysal                        | Werden veroordeeld voor hun aandeel in de zogenaamde PlayStation-moorden in Dordrecht: een roofmoord op de 39-jarige Wilma van Griensven, haar 16-jarige dochter Linda en het 16-jarige vriendje van de dochter. Doel van de roof was de 35-jarige echtgenoot van de vermoorde vrouw, die in PlayStations handelde. Hij wist echter tijdig te vluchten. Een derde verdachte, Rutger Muilwijk, kreeg in eerste instantie eveneens levenslang, wat in hoger beroep werd omgezet tot 20 jaar cel en tbs. | - Rb 07-06-2002, AE3832 - Hof 28-05-2003, AF9256 - HR 07-09-2004, AP0191                                                                |
| 2002 |      | Edwin Zandstra                    | Werden veroordeeld voor hun aandeel in de zogenaamde PlayStation-moorden in Dordrecht: een roofmoord op de 39-jarige Wilma van Griensven, haar 16-jarige dochter Linda en het 16-jarige vriendje van de dochter. Doel van de roof was de 35-jarige echtgenoot van de vermoorde vrouw, die in PlayStations handelde. Hij wist echter tijdig te vluchten. Een derde verdachte, Rutger Muilwijk, kreeg in eerste instantie eveneens levenslang, wat in hoger beroep werd omgezet tot 20 jaar cel en tbs. | - Rb 07-06-2002, AE3830 - Hof 28-05-2003, AF9267 - Tegen de uitspraak is geen cassatie ingesteld.                                       |
| 2002 |      | Hüseyin Baybaşin                  | Koerdische bendeleider, die werd veroordeeld wegens drugshandel, opdrachten tot moord en gijzelingen. De veroordeling was omstreden, wegens gebruikmaking van telefoontaps waarmee bij de bewijsvoering door Justitie geknoeid zou zijn. | - Rb 09-02-2001, AA9941 (20 jaar) - Hof 30-07-2002, AE5920 - HR 21-10-2003, AH9922                                                      |
| 2002 |      | Willem van Eijk                   | Groningse seriemoordenaar, die levenslang kreeg voor de moord op een prostituee en doodslag op twee andere prostituees. Van Eijk was in 1975 al eens veroordeeld tot 18 jaar cel en tbs, wegens de moord op twee vrouwen. Werd verdacht van meerdere moorden op jonge vrouwen in de omgeving van Groningen. Van Eijk is in 2019 in de gevangenis overleden. | - Rb 07-11-2002, AF0026 - Hof 28-11-2003, AN9014 - HR 22-03-2005, AS5881                                                                |
| 2003 |      | Ludwig Friedrich (Louis) Hagemann | Werd veroordeeld wegens de moord op 4 maart 1984 op zijn ex-vriendin Corina Bolhaar en haar twee kinderen, Sharon en Donna. De voormalige Hells Angel werd in 2002, kort voor de verjaring van de moorden, opgepakt. | - Rb 05-02-2003, AF3996 - Hof 22-07-2005, AT9964 - HR 21-11-2006, AY7757                                                                |
| 2003 |      | Dawanpersad Satram                | Tbs'er die in december 2002 niet terugkeerde van een proefverlof, en vervolgens een waslijst aan zware misdrijven pleegde. Werd schuldig bevonden aan onder meer de moord op en beroving van een bejaarde man en een gewelddadige overval op een juwelier. | - Rb 18-12-2003, AO0590 - Hof 23-12-2005, AU8796 - HR 27-03-2007, AZ7732                                                                |
| 2004 |      | Ischa Magaev                      | Kreeg levenslang voor een drievoudige moord in februari 2003 in Helmond. De slachtoffers werden tijdens een ripdeal door Magaev met een nekschot om het leven gebracht. Mehmet Alkan was de opdrachtgever. | - Rb 25-03-2004, AO6249 - Hof 12-12-2006, AZ4170 - HR 07-10-2008, BC3741                                                                |
| 2004 |      | Olaf Hamers                       | Vermoordde op 12 juli 2003 het Sittardse echtpaar Jo en Ine Zwakhalen. Hun 9-jarige kleindochter raakte hierbij zwaargewond. Zij fungeerde later als belangrijkste getuige tegen Hamers. Waarschijnlijk was roof het motief. | - Rb 08-04-2004, AO7295 - Hof 14-07-2005, AT9335 - HR 21-11-2006, AZ0216                                                                |
| 2004 |      | Birol Cicek                       | Werd veroordeeld voor de moord op 19 november 2001 op twee handlangers met wie hij de Postbank had opgelicht. Het OM vermoedt dat de mannen ruzie hadden over de verdeling van het geldbedrag. | - Rb 19-03-2003, AF6111 (20 jaar) - Hof 01-06-2004, AP0700 - HR 04-10-2005, AT5759                                                      |
| 2005 |      | Frans Boons                       | Tbs'er die omstreeks december 2003 mede-tbs'er Henny Klein Overmeen mishandelde en vervolgens levend begroef achter de Pompestichting in Nijmegen. Boons zat vast wegens doodslag op zijn 15-jarig nichtje Manuela van Beek op 5 mei 1994. | - Rb 11-03-2005, AS9903 - Hof 18-04-2007, BA3178 - HR 16-06-2009, BF3741                                                                |
| 2005 |      | Sunil Manohar                     | Eindhovenaar die in augustus 2004 de opdracht gaf tot brandstichting bij zijn Turkse buren, waarbij twee buurjongens van 8 en 14 jaar oud omkwamen. Werd veroordeeld voor de moord op de beide jongens en poging tot moord op hun ouders. | - Rb 14-04-2005, AT3873 - Hof 20-02-2006, AV2049 - HR 29-05-2007, BA1739                                                                |
| 2005 |      | Daniel Sowerby                    | Drugshandelaar die in november 2002 de Groninger Gerard Meesters in de deuropening van zijn woning doodschoot. Sowerby was op zoek naar de zus van Meesters, die een partij softdrugs zou hebben gestolen. Sowerby was in 1978 in Engeland al eens tot levenslang veroordeeld, maar wist in 2001 te ontsnappen. Drugshandelaar Robert Dawes zou de opdracht voor de moord hebben gegeven. In 2025 op 66-jarige leeftijd overleden. | - Rb 07-07-2005, AT8834 - Hof 22-12-2006, AZ5123 - HR 08-07-2008, BC6273                                                                |
| 2005 |      | Mohammed Bouyeri                  | Vermoordde op 2 november 2004 de regisseur en columnist Theo van Gogh. | - Rb 26-07-2005, AU0025 - Tegen de uitspraak is geen hoger beroep ingesteld.                                                            |
| 2005 |      | Rudolf Käsebier                   | Vermoordde in de zomer van 2003 zwerver Frank Storm in een park in Enschede. Stak in 2002 drie willekeurige mensen neer en verminkte en doodde circa twintig dieren. | - Rb 25-11-2005, AU6873 - Hof 13-06-2006, AX7374 - HR 04-12-2007, BB6351                                                                |
| 2006 |      | Geert (Gerrie) Musch              | Vermoordde in oktober 1997 drugshandelaar Math Hüren (55). Hij verbrandde vervolgens het lichaam van de man in een zelfgemaakte oven, waardoor de stoffelijke resten nooit zijn teruggevonden. Vanuit de gevangenis probeerde hij een ander te bewegen een getuige van de moord en verbranding om te brengen. | - Rb 04-11-2004, AR5215 (20 jaar) - Hof 19-07-2006, AY4320 - HR 12-06-2007, (niet ontvankelijk verklaard)                               |
| 2006 |      | Hasèn Aksema                      | Bij verstek veroordeeld voor de in augustus 2004 gepleegde moord op zijn 25-jarige ex-vrouw Marisse van den Burg in haar woning in Goor en ontvoering van hun 2-jarige dochter Isra. Een mededader werd veroordeeld tot 16 jaar. Een vrouw die de dochter met een vervalst paspoort door de douane loodste en daarna samen met Aksema naar Libië vloog werd veroordeeld tot 3 jaar. Eind 2013 werd Aksema op de Nationale Opsporingslijst geplaatst. | - Rb 14-11-2006, AZ2344 |
| 2006 |      | Mehmet Alkan                      | Kreeg in hoger beroep levenslang voor een drievoudige moord in februari 2003 in Helmond. De slachtoffers werden tijdens een ripdeal door Ischa Magaev met een nekschot om het leven gebracht. Alkan was de opdrachtgever. | - Rb 06-10-2004, AR3389 (18 jaar) - Hof 12-12-2006, AZ4169 - HR 01-04-2008, BC3744                                                      |
| 2007 |      | Fernando Pires                    | Veroordeeld voor een schietpartij in het Rotterdamse café Inn & Out in 2005 waarbij cafébaas Alberto Frances (34), Naomi Verheul (26) en Jan van Zon (43) om het leven kwamen en een vrouw een dwarslaesie opliep. De aanleiding was een ruzie om geld. Een vierde dader, José Barbosa, werd op 29 augustus 2008 in Kaapverdië veroordeeld tot de daar maximale straf van 25 jaar. In juli 2009 werd in hoger beroep het vonnis tegen de drie bekrachtigd door het gerechtshof in Den Haag. In februari 2011 verwierp de Hoge Raad het cassatieberoep. | - Rb 26-07-2007, BB0501 - Hof 17-07-2009, BJ2882 - HR 22-02-2011, BO6341                                                                |
| 2007 |      | Elmer Pinto e Neto Brito          | Veroordeeld voor een schietpartij in het Rotterdamse café Inn & Out in 2005 waarbij cafébaas Alberto Frances (34), Naomi Verheul (26) en Jan van Zon (43) om het leven kwamen en een vrouw een dwarslaesie opliep. De aanleiding was een ruzie om geld. Een vierde dader, José Barbosa, werd op 29 augustus 2008 in Kaapverdië veroordeeld tot de daar maximale straf van 25 jaar. In juli 2009 werd in hoger beroep het vonnis tegen de drie bekrachtigd door het gerechtshof in Den Haag. In februari 2011 verwierp de Hoge Raad het cassatieberoep. | - Rb 26-07-2007, BB0526 - Hof 17-07-2009, BJ2880 - HR 22-02-2011, BO6364                                                                |
| 2007 |      | Zé Carlos Borges de Brito         | Veroordeeld voor een schietpartij in het Rotterdamse café Inn & Out in 2005 waarbij cafébaas Alberto Frances (34), Naomi Verheul (26) en Jan van Zon (43) om het leven kwamen en een vrouw een dwarslaesie opliep. De aanleiding was een ruzie om geld. Een vierde dader, José Barbosa, werd op 29 augustus 2008 in Kaapverdië veroordeeld tot de daar maximale straf van 25 jaar. In juli 2009 werd in hoger beroep het vonnis tegen de drie bekrachtigd door het gerechtshof in Den Haag. In februari 2011 verwierp de Hoge Raad het cassatieberoep. | - Rb 26-07-2007, BB0511 - Hof 17-07-2009, BJ2879 - HR 22-02-2011, BO6150                                                                |
| 2008 |      | Marcel Teunissen                  | Veroordeeld voor de moord op Louis Sévèke en meerdere bankovervallen, bomaanslagen en pogingen daartoe. Een motivering van de rechtbank is "het onpeilbare karakter van de man". | - Rb 07-03-2008, BC6028 - Tegen de uitspraak is geen hoger beroep ingesteld.                                                            |
| 2011 |      | Joseph Mpambara                   | Voor internationale oorlogsmisdrijven gepleegd tijdens de Rwandese Genocide in april 1994. Na de genocide ontvluchtte Mpambara Rwanda en vroeg hij eind 1998 met een vals paspoort en onder een valse naam asiel aan in Nederland. In 2006 werd een onderzoek tegen hem gestart, en omdat hij toen in Nederland was, had de Nederlandse rechter rechtsmacht. Verder liep het Rwanda-tribunaal op zijn einde en kon Mpambara niet uitgeleverd worden aan Rwanda, waarop besloten werd om hem in Nederland te vervolgen. | - Rb 23-03-2009, BI2444 (20 jaar) - Hof 07-07-2011, BR0686 - HR 26-11-2013, ECLI:NL:HR:2013:1420                                        |
| 2012 |      | Faig B.                           | Faig B. schoot op 12 mei 2011 te Helmond zijn ex-vriendin Farida Fargat (20) dood. Op 16 mei 2011 schoot hij te Zwijndrecht in het portiek van een woning Nermine Achoendova (29) dood, de zus van een andere ex-vriendin, Nargiz Achoendova (23). Vervolgens ging hij de woning binnen en schoot daar ook Nargiz en haar moeder Leyla Achoendova (57) dood. Ten slotte schoot hij op de vader van het gezin. Deze werd wel geraakt, maar overleefde het. | - Rb 11-10-2012, BX9919 - Hof 19-01-2015, ECLI:NL:GHDHA:2015:37 - HR 19-12-2017, ECLI:NL:HR:2017:3185                                   |
| 2013 |      | Jesse Remmers                     | Veroordelingen in verband met het liquidatieproces Passage. Remmers kreeg levenslang voor de liquidatie op Thomas van der Bijl op 20 april 2006 in Amsterdam en voor de moorden op Kees Houtman op 2 november 2005 in Amsterdam, Henie Shamel en Anne de Witte op 9 mei 1993 in Antwerpen, Tonnie van Maurik op 19 april 1993 in Amsterdam en op Salim Hadziselimovic en Djordje Ilic op 1 april 1993 (de zogenoemde Barbecuemoorden) in Ouderkerk aan de Amstel. Rasnabe kreeg levenslang voor de moord op Shamel, De Witte, Van Maurik, Hadziselimovic en Ilic. Saez kreeg levenslang vanwege de dubbele moord op Shamel en De Witte. | - Rb 29-01-2013, BZ0392 - Hof 29-06-2017, ECLI:NL:GHAMS:2017:2497 - HR 23-04-2019, ECLI:NL:HR:2019:600                                  |
| 2013 |      | Mohammed Rasnabe                  | Veroordelingen in verband met het liquidatieproces Passage. Remmers kreeg levenslang voor de liquidatie op Thomas van der Bijl op 20 april 2006 in Amsterdam en voor de moorden op Kees Houtman op 2 november 2005 in Amsterdam, Henie Shamel en Anne de Witte op 9 mei 1993 in Antwerpen, Tonnie van Maurik op 19 april 1993 in Amsterdam en op Salim Hadziselimovic en Djordje Ilic op 1 april 1993 (de zogenoemde Barbecuemoorden) in Ouderkerk aan de Amstel. Rasnabe kreeg levenslang voor de moord op Shamel, De Witte, Van Maurik, Hadziselimovic en Ilic. Saez kreeg levenslang vanwege de dubbele moord op Shamel en De Witte. | - Rb 29-01-2013, CA4041 - Hof 29-06-2017, ECLI:NL:GHAMS:2017:2618 - HR 23-04-2019, ECLI:NL:HR:2019:602                                  |
| 2013 |      | Siegfried Saez                    | Veroordelingen in verband met het liquidatieproces Passage. Remmers kreeg levenslang voor de liquidatie op Thomas van der Bijl op 20 april 2006 in Amsterdam en voor de moorden op Kees Houtman op 2 november 2005 in Amsterdam, Henie Shamel en Anne de Witte op 9 mei 1993 in Antwerpen, Tonnie van Maurik op 19 april 1993 in Amsterdam en op Salim Hadziselimovic en Djordje Ilic op 1 april 1993 (de zogenoemde Barbecuemoorden) in Ouderkerk aan de Amstel. Rasnabe kreeg levenslang voor de moord op Shamel, De Witte, Van Maurik, Hadziselimovic en Ilic. Saez kreeg levenslang vanwege de dubbele moord op Shamel en De Witte. | - Rb 29-01-2013, BZ3412 - Hof 29-06-2017, ECLI:NL:GHAMS:2017:2508 - HR 23-04-2019, ECLI:NL:HR:2019:603                                  |
| 2015 |      | Lau Geeraets                      | Veroordeeld voor de moord op Fouad Bendella (23) en Karim Fourkour (19) in Venray in 2006. Bendella en Fourkour werden betrapt tijdens het rippen van een hennepplantage door Geeraets en een handlanger. Ze zijn om het leven gebracht door middel van een nekschot. De lichamen zijn pas in 2014 gevonden in Arcen, na aanwijzingen van de handlanger. Op 24 april 2015, een dag na de uitspraak in eerste aanleg, pleegde Geeraets zelfmoord in de gevangenis in Vught. | - Rb 23-04-2015, ECLI:NL:RBLIM:2015:3472                                                                                                |
| 2015 |      | Anouar Benhadi                    | Anouar Benhadi en Adil Abouchdak zijn veroordeeld voor de dubbele liquidatie van Saïd El Yazidi (21) en Youssef Lkhorf (28) op 29 december 2012 in de Staatsliedenbuurt in Amsterdam. De mannen werden na een achtervolging met de auto doodgeschoten. Het werkelijke doelwit van de aanslag zat ook in de auto maar wist te ontsnappen. Na de schietpartij werden twee motoragenten door de vluchtende mannen onder vuur genomen met een AK-47. | - Rb 01-05-2015, ECLI:NL:RBAMS:2015:2471 - Hof 20-03-2020, ECLI:NL:GHAMS:2020:915 - HR 13-07-2021, ECLI:NL:HR:2021:1049                 |
| 2015 |      | Adil Abouchdak                    | Anouar Benhadi en Adil Abouchdak zijn veroordeeld voor de dubbele liquidatie van Saïd El Yazidi (21) en Youssef Lkhorf (28) op 29 december 2012 in de Staatsliedenbuurt in Amsterdam. De mannen werden na een achtervolging met de auto doodgeschoten. Het werkelijke doelwit van de aanslag zat ook in de auto maar wist te ontsnappen. Na de schietpartij werden twee motoragenten door de vluchtende mannen onder vuur genomen met een AK-47. | - Rb 01-05-2015, ECLI:NL:RBAMS:2015:2468 - Hof 20-03-2020, ECLI:NL:GHAMS:2020:910 - HR 13-07-2021, ECLI:NL:HR:2021:1050                 |
| 2016 |      | George H.                         | George H. vergiftigde in Amsterdam twee mannen uit de Dominicaanse Republiek met het spierverslappende middel succinylcholine om hun levensverzekering te innen. | - Rb 14-01-2016, ECLI:NL:RBAMS:2016:132 - Hof 04-12-2017, ECLI:NL:GHAMS:2017:5021 - HR 01-10-2019, ECLI:NL:HR:2019:1455                 |
| 2017 |      | Dino Soerel                       | Soerel werd in het liquidatieproces Passage (zie boven) in eerste instantie vrijgesproken, maar in 2017 in hoger beroep alsnog veroordeeld wegens het medeplegen van het opzettelijk uitlokken van de liquidaties op Kees Houtman (2 november 2005) en Thomas van der Bijl (20 april 2006) en de deelneming aan een criminele organisatie, gericht op het plegen van moorden en vuurwapendelicten. | - Rb 29-01-2013, BY9841 (6 maanden) - Hof 29-06-2017, ECLI:NL:GHAMS:2017:2496 - HR 23-04-2019, ECLI:NL:HR:2019:601                      |
| 2017 |      | Eshetu Alemu                      | Alemu is veroordeeld tot een levenslange gevangenisstraf wegens het zich schuldig maken aan ernstige overtredingen van het humanitair oorlogsrecht, bestaande in arbitraire vrijheidsberoving en wrede en onmenselijke behandeling van honderden personen, het martelen van personen en het laten doden van 75 personen, in de periode van de zogeheten Rode Terreur in Ethiopië in 1978 en (deels) in de daarop volgende jaren. Alemu vluchtte in 1991 naar Nederland en verkreeg in 1998 de Nederlandse nationaliteit. Nederland heeft geen uitleveringsverdrag met Ethiopië. Daardoor ontliep hij zijn proces daar. In Ethiopië is hij bij verstek tot de doodstraf veroordeeld. Nederland voert die straf niet uit, waarop is besloten hem in Nederland te vervolgen.                                                     | - Rb 15-12-2017, ECLI:NL:RBDHA:2017:14782 - Hof 08-06-2022, ECLI:NL:GHDHA:2022:973                                                      |
| 2018 |      | Admilson Richter                  | De vanuit Brazilië geadopteerde broers Richter zijn veroordeeld tot een levenslange gevangenisstraf voor de moord op Berend Smit op 4 november 2012 in het natuurgebied Dwingelderveld met een gestolen militair vuurwapen en de dubbele moord op het echtpaar Jan en Greet Veenendaal op 25 juli 2013 in hun woning in Exloo. De rechtbank veroordeelde de broers eerder tot een celstraf van 30 jaar. Admilson kreeg daarnaast tbs met dwangverpleging opgelegd. De rechters wilden geen levenslang opleggen, de straf die het Openbaar Ministerie eiste, omdat levenslang volgens het Europese Hof voor de Rechten van de Mens in strijd zou zijn met het Europees Verdrag voor de Rechten van de Mens. Inmiddels is er een adviescollege dat na 25 jaar beoordeelt of een gedetineerde kan terugkeren in de maatschappij. | - Rb 24-11-2015, ECLI:NL:RBNNE:2015:5389 (30 jaar + tbs) - Hof 15-03-2018, ECLI:NL:GHARL:2018:2456 - HR 14-05-2019, ECLI:NL:HR:2019:720 |
| 2018 |      | Marcos Richter                    | De vanuit Brazilië geadopteerde broers Richter zijn veroordeeld tot een levenslange gevangenisstraf voor de moord op Berend Smit op 4 november 2012 in het natuurgebied Dwingelderveld met een gestolen militair vuurwapen en de dubbele moord op het echtpaar Jan en Greet Veenendaal op 25 juli 2013 in hun woning in Exloo. De rechtbank veroordeelde de broers eerder tot een celstraf van 30 jaar. Admilson kreeg daarnaast tbs met dwangverpleging opgelegd. De rechters wilden geen levenslang opleggen, de straf die het Openbaar Ministerie eiste, omdat levenslang volgens het Europese Hof voor de Rechten van de Mens in strijd zou zijn met het Europees Verdrag voor de Rechten van de Mens. Inmiddels is er een adviescollege dat na 25 jaar beoordeelt of een gedetineerde kan terugkeren in de maatschappij. | - Rb 24-11-2015, ECLI:NL:RBNNE:2015:5390 (30 jaar) - Hof 15-03-2018, ECLI:NL:GHARL:2018:2457 - HR 14-05-2019, ECLI:NL:HR:2019:718       |
| 2019 |      | Omar Lkhorf                       | Lkhorf en Marrabou zijn veroordeeld voor de liquidaties op Eaneas Lomp op 7 november 2015 in Krommenie en op Chahid Yakhlaf op 31 december 2015 in Kerkdriel. Tijdens de liquidatie in Kerkdriel zijn ook twee andere mannen beschoten. Ook zijn beiden veroordeeld voor een poging tot liquidatie op 3 april 2016 in Amsterdam. Marrabou wordt gezien als een van de schutters, Lkhorf als opdrachtgever. | - Rb 26-06-2019, ECLI:NL:RBGEL:2019:2830 - Hof 23-12-2021, ECLI:NL:GHARL:2021:11610 - HR 23-05-2023, ECLI:NL:HR:2023:746                |
| 2019 |      | Hicham Marrabou                   | Lkhorf en Marrabou zijn veroordeeld voor de liquidaties op Eaneas Lomp op 7 november 2015 in Krommenie en op Chahid Yakhlaf op 31 december 2015 in Kerkdriel. Tijdens de liquidatie in Kerkdriel zijn ook twee andere mannen beschoten. Ook zijn beiden veroordeeld voor een poging tot liquidatie op 3 april 2016 in Amsterdam. Marrabou wordt gezien als een van de schutters, Lkhorf als opdrachtgever. | - Rb 26-06-2019, ECLI:NL:RBGEL:2019:2832 - Hof 23-12-2021, ECLI:NL:GHARL:2021:11625 - HR 23-05-2023, ECLI:NL:HR:2023:744                |
| 2019 |      | Willem Holleeder                  | Holleeder is veroordeeld voor het uitlokken van 6 aanslagen tussen 2002 en 2006. Bij die aanslagen werden 5 moorden, een doodslag en een poging tot moord gepleegd en werd aan één slachtoffer zwaar lichamelijk letsel toegebracht. Bij deze aanslagen zijn Cor van Hout en Robert ter Haak (Amstelveen, 24 januari 2003), Willem Endstra (Amsterdam, 17 mei 2004), John Mieremet (Pattaya, Thailand, 2 november 2005), Kees Houtman (Amsterdam, 2 november 2005) en Thomas van der Bijl (Amsterdam, 20 april 2006) overleden. | - Rb 04-07-2019, ECLI:NL:RBAMS:2019:4555 - Hof 24-06-2022 ECLI:NL:GHAMS:2022:1842 - HR 09-01-2024, ECLI:NL:HR:2024:2                    |
| 2020 |      | Gökmen Tanis                      | Tanis is veroordeeld tot een levenslange gevangenisstraf voor de tramaanslag in Utrecht op 18 maart 2019. Bij deze aanslag vielen er vier doden. | - Rb 20-03-2020, ECLI:NL:RBMNE:2020:1046 - Tegen de uitspraak is geen hoger beroep ingesteld.                                           |
| 2020 |      | Camil A.                          | Camil en zijn twee zoons Dejan en Denis zijn veroordeeld tot levenslange gevangenisstraffen voor de koelbloedige moord op vier mannen in een growshop in Enschede op 13 november 2018, beter bekend als de Kwartetmoord. Tuan Nguyen (43) uit Enschede, Max Klaassen (62) uit Arnhem, Artur Sargsyan (34) en Maijkel Akfidan (27) beiden uit Hengelo werden er - in een tijdsbestek van nog geen vijf minuten - doodgeschoten. De rechtbank spreekt van koelbloedige executies. Camil A. overleed in augustus 2022 in gevangenis. | - Rb 06-11-2020, ECLI:NL:RBOVE:2020:3678                                                                                                |
| 2020 |      | Dejan A.                          | Camil en zijn twee zoons Dejan en Denis zijn veroordeeld tot levenslange gevangenisstraffen voor de koelbloedige moord op vier mannen in een growshop in Enschede op 13 november 2018, beter bekend als de Kwartetmoord. Tuan Nguyen (43) uit Enschede, Max Klaassen (62) uit Arnhem, Artur Sargsyan (34) en Maijkel Akfidan (27) beiden uit Hengelo werden er - in een tijdsbestek van nog geen vijf minuten - doodgeschoten. De rechtbank spreekt van koelbloedige executies. Camil A. overleed in augustus 2022 in gevangenis. | - Rb 06-11-2020, ECLI:NL:RBOVE:2020:3666 - Hof 28-02-2025 ECLI:NL:GHARL:2025:1268                                                       |
| 2020 |      | Denis A.                          | Camil en zijn twee zoons Dejan en Denis zijn veroordeeld tot levenslange gevangenisstraffen voor de koelbloedige moord op vier mannen in een growshop in Enschede op 13 november 2018, beter bekend als de Kwartetmoord. Tuan Nguyen (43) uit Enschede, Max Klaassen (62) uit Arnhem, Artur Sargsyan (34) en Maijkel Akfidan (27) beiden uit Hengelo werden er - in een tijdsbestek van nog geen vijf minuten - doodgeschoten. De rechtbank spreekt van koelbloedige executies. Camil A. overleed in augustus 2022 in gevangenis. | - Rb 06-11-2020, ECLI:NL:RBOVE:2020:3694 - Hof 28-02-2025 ECLI:NL:GHARL:2025:1269                                                       |

## Na 2020
Legenda
| Onherroepelijke veroordeling, veroordeelde zit gevangen | Veroordeelde is overleden in de gevangenis    | Veroordeelde heeft gratie gekregen      |
| Strafzaak loopt nog                                     | In een inrichting geplaatst en daar overleden | Vrijgesproken na herziening strafproces |
| Bij verstek veroordeeld                                 |                                               | Onbekend                                |

| Jaar | Naam | Naam               | Info | Uitspraak |
| ---- | ---- | ------------------ | --- | --- |
| 2022 |      | Iliass Kajdouh     | Kajdouh is veroordeeld voor het aansturen van de liquidaties op Alexander Gillis (Zaandam, 20 februari 2014), Stefan Regalo Eggermont (Amsterdam, 13 juli 2014) en Massod Amin Hosseini (Amsterdam, 3 september 2014). Regalo Eggermont was niet het beoogde doelwit van de liquidatie. Daarnaast is Kajdouh veroordeeld voor de voorbereiding van één liquidatie en lidmaatschap van een criminele organisatie, die zich bezighield met het plegen en voorbereiden van liquidaties en het bezit van vuurwapens en munitie. | - Rb 19-01-2022, ECLI:NL:RBNHO:2022:272 - Hof 22-12-2023, ECLI:NL:GHAMS:2023:3576                                                |
| 2022 |      | Quincy S.          | S. is veroordeeld voor de moord op Youssef El Kahtaoui in Amsterdam-West op 13 mei 2015 en een poging tot moord op een trambestuurder en een passagier in Amsterdam. S. is in hoger beroep ook veroordeeld voor een voorbereiding tot liquidatie in 2017. | - Rb 21-08-2018, ECLI:NL:RBAMS:2018:5982 (25 jaar) - Hof 11-02-2022, ECLI:NL:GHAMS:2022:360 - HR 20-06-2023, ECLI:NL:HR:2023:944 |
| 2022 |      | Delano 'Keylow' R. | Veroordelingen in verband met het liquidatieproces Eris. In het proces stonden 21 verdachten terecht onder wie kopstukken en leden van de motorclub Caloh Wagoh. De drie tot levenslang veroordeelden waren leiders van een criminele organisatie die tegen betaling liquidaties uitvoerde. In 2017 vielen hierbij vijf dodelijke slachtoffers. R. is veroordeeld in verband met de liquidaties van Justin Jap Tjong (Amsterdam, 31 januari 2017), Farid Souhali (Den Haag, 17 april 2017), Jaïr Wessels (Breukelen, 7 juli 2017), Zeki Yumusak (Rotterdam, 25 juli 2017) en Stefaan Bogaerts (Spijkenisse, 21 september 2017). D. is veroordeeld in verband met de liquidaties van Souhali en Wessels, B. is veroordeeld voor de liquidatie van Jap Tjong. Daarnaast zijn alle drie veroordeeld voor het meerdere malen pogen tot uitlokken van liquidaties.                                                                                              | - Rb 05-07-2022, ECLI:NL:RBMNE:2022:2403 - Hof 12-02-2025, ECLI:NL:GHARL:2025:573                                                |
| 2022 |      | Feno D.            | Veroordelingen in verband met het liquidatieproces Eris. In het proces stonden 21 verdachten terecht onder wie kopstukken en leden van de motorclub Caloh Wagoh. De drie tot levenslang veroordeelden waren leiders van een criminele organisatie die tegen betaling liquidaties uitvoerde. In 2017 vielen hierbij vijf dodelijke slachtoffers. R. is veroordeeld in verband met de liquidaties van Justin Jap Tjong (Amsterdam, 31 januari 2017), Farid Souhali (Den Haag, 17 april 2017), Jaïr Wessels (Breukelen, 7 juli 2017), Zeki Yumusak (Rotterdam, 25 juli 2017) en Stefaan Bogaerts (Spijkenisse, 21 september 2017). D. is veroordeeld in verband met de liquidaties van Souhali en Wessels, B. is veroordeeld voor de liquidatie van Jap Tjong. Daarnaast zijn alle drie veroordeeld voor het meerdere malen pogen tot uitlokken van liquidaties.                                                                                              | - Rb 05-07-2022, ECLI:NL:RBMNE:2022:2541 - Hof 12-02-2025, ECLI:NL:GHARL:2025:574                                                |
| 2022 |      | Jermaine B.        | Veroordelingen in verband met het liquidatieproces Eris. In het proces stonden 21 verdachten terecht onder wie kopstukken en leden van de motorclub Caloh Wagoh. De drie tot levenslang veroordeelden waren leiders van een criminele organisatie die tegen betaling liquidaties uitvoerde. In 2017 vielen hierbij vijf dodelijke slachtoffers. R. is veroordeeld in verband met de liquidaties van Justin Jap Tjong (Amsterdam, 31 januari 2017), Farid Souhali (Den Haag, 17 april 2017), Jaïr Wessels (Breukelen, 7 juli 2017), Zeki Yumusak (Rotterdam, 25 juli 2017) en Stefaan Bogaerts (Spijkenisse, 21 september 2017). D. is veroordeeld in verband met de liquidaties van Souhali en Wessels, B. is veroordeeld voor de liquidatie van Jap Tjong. Daarnaast zijn alle drie veroordeeld voor het meerdere malen pogen tot uitlokken van liquidaties.                                                                                              | - Rb 05-07-2022, ECLI:NL:RBMNE:2022:2562 - Hof 12-02-2025, ECLI:NL:GHARL:2025:497                                                |
| 2022 |      | Leonid Chartsjenko | De mannen, strijders van de volksrepubliek Donetsk, waren verantwoordelijk voor de begeleiding en bewaking van een uit Rusland gekomen Boek-TELAR waarmee op 17 juli 2014 vlucht MH17 werd neergeschoten. De rechtbank beoordeelde de begeleiding en bewaking als een cruciale taak voor het afschieten van de raket, waardoor zij als medepleger konden worden gezien. De rechtbank beschouwde het gewapende conflict tussen het Oekraïense leger en separatistische groeperingen als een internationaal conflict, omdat de volksrepubliek Donetsk feitelijk werd aangestuurd door Rusland. Toch konden de mannen geen beroep doen op combattantenimmuniteit, omdat zowel Rusland als de mannen Russische betrokkenheid ontkenden. | - Rb 17-11-2022, ECLI:NL:RBDHA:2022:12218                                                                                        |
| 2022 |      | Sergej Doebinski   | De mannen, strijders van de volksrepubliek Donetsk, waren verantwoordelijk voor de begeleiding en bewaking van een uit Rusland gekomen Boek-TELAR waarmee op 17 juli 2014 vlucht MH17 werd neergeschoten. De rechtbank beoordeelde de begeleiding en bewaking als een cruciale taak voor het afschieten van de raket, waardoor zij als medepleger konden worden gezien. De rechtbank beschouwde het gewapende conflict tussen het Oekraïense leger en separatistische groeperingen als een internationaal conflict, omdat de volksrepubliek Donetsk feitelijk werd aangestuurd door Rusland. Toch konden de mannen geen beroep doen op combattantenimmuniteit, omdat zowel Rusland als de mannen Russische betrokkenheid ontkenden. | - Rb 17-11-2022, ECLI:NL:RBDHA:2022:12216                                                                                        |
| 2022 |      | Igor Girkin        | De mannen, strijders van de volksrepubliek Donetsk, waren verantwoordelijk voor de begeleiding en bewaking van een uit Rusland gekomen Boek-TELAR waarmee op 17 juli 2014 vlucht MH17 werd neergeschoten. De rechtbank beoordeelde de begeleiding en bewaking als een cruciale taak voor het afschieten van de raket, waardoor zij als medepleger konden worden gezien. De rechtbank beschouwde het gewapende conflict tussen het Oekraïense leger en separatistische groeperingen als een internationaal conflict, omdat de volksrepubliek Donetsk feitelijk werd aangestuurd door Rusland. Toch konden de mannen geen beroep doen op combattantenimmuniteit, omdat zowel Rusland als de mannen Russische betrokkenheid ontkenden. | - Rb 17-11-2022, ECLI:NL:RBDHA:2022:12217                                                                                        |
| 2023 |      | Onur Kandemir      | Onur Kandemir is veroordeeld voor de moord op zijn moeder, vrouw en zijn twee kinderen, gepleegd op 28 maart 2020 te Etten-Leur. De rechtbank gaf hem in eerste aanleg 30 jaar cel voor de moord op zijn moeder en doodslag op zijn vrouw en twee kinderen. Maar volgens het hof heeft de man voldoende tijd gehad om zich te beraden over de betekenis en de gevolgen van zijn daad. Er is in het dossier geen aanwijzing dat de man verkeerde in een ogenblikkelijke gemoedsopwelling. Het hof vindt daarom ook de moord op zijn vrouw en kinderen bewezen. Voor viermaal moord past volgens het hof enkel de zwaarst mogelijke straf | - Rb 04-11-2021, ECLI:NL:RBZWB:2021:5561 (30 jaar) - Hof 04-07-2023, ECLI:NL:GHSHE:2023:2138                                     |
| 2023 |      | Emylio G.          | Emylio G. is veroordeeld voor een schietpartij in een buurthuis op 26 januari 2018 te Wittenburg (Amsterdam), waarbij de onschuldige 17-jarige stagiair Mohamed Bouchikhi omkwam. G.’s medeverdachte Randall D. kreeg 29,5 jaar cel. G. stond ook terecht voor de moord op Lucas Boom te Zaandam, zijn betrokkenheid bij die zaak kon echter niet bewezen worden. | - Rb 04-08-2023 ECLI:NL:RBAMS:2023:4986                                                                                          |
| 2024 |      | Johan S.           | Johan S. is veroordeeld voor de liquidatie van Robert Sengers op 8 september 2004 te Esbeek. S. werd in 2018 in de cel aangehouden voor de moord. Was al eerder tot 18 jaar veroordeeld ter zake van een andere liquidatie, gepleegd in 2002. | - Rb- 20-02-2024 ECLI:NL:RBZWB:2024:951                                                                                          |
| 2024 |      | Ridouan Taghi      | Veroordelingen in verband met het liquidatieproces Marengo. In het proces stonden 17 verdachten terecht. Zij worden als leden van een criminele organisatie binnen de zogeheten Mocro Maffia verdacht van zes moorden en vier pogingen daartoe in Nederland in de periode van 2015 tot 2017. De drie tot levenslang veroordeelden waren leiders van een criminele organisatie die tegen betaling liquidaties uitvoerde. Taghi is veroordeeld in verband met de liquidaties van Samir Erraghib (IJsselstein, 17 april 2016), Ranko Skekic (Utrecht, 22 juni 2016), Hakim Changachi (Utrecht, 12 januari 2017), Ronald Bakker (Huizen, 9 september 2015) en Martin Kok (Laren, 8 december 2016). Razzouki is veroordeeld in verband met de liquidaties van Skekic en Changachi, R. is veroordeeld voor de liquidatie van Bakker. Daarnaast zijn alle drie veroordeeld voor het voorbereiden van liquidaties en voor enkele mislukte pogingen tot liquidatie. | - Rb 27-02-2024, ECLI:NL:RBAMS:2024:703                                                                                          |
| 2024 |      | Saïd Razzouki      | Veroordelingen in verband met het liquidatieproces Marengo. In het proces stonden 17 verdachten terecht. Zij worden als leden van een criminele organisatie binnen de zogeheten Mocro Maffia verdacht van zes moorden en vier pogingen daartoe in Nederland in de periode van 2015 tot 2017. De drie tot levenslang veroordeelden waren leiders van een criminele organisatie die tegen betaling liquidaties uitvoerde. Taghi is veroordeeld in verband met de liquidaties van Samir Erraghib (IJsselstein, 17 april 2016), Ranko Skekic (Utrecht, 22 juni 2016), Hakim Changachi (Utrecht, 12 januari 2017), Ronald Bakker (Huizen, 9 september 2015) en Martin Kok (Laren, 8 december 2016). Razzouki is veroordeeld in verband met de liquidaties van Skekic en Changachi, R. is veroordeeld voor de liquidatie van Bakker. Daarnaast zijn alle drie veroordeeld voor het voorbereiden van liquidaties en voor enkele mislukte pogingen tot liquidatie. | - Rb 27-02-2024, ECLI:NL:RBAMS:2024:702                                                                                          |
| 2024 |      | Mario Romo         | Veroordelingen in verband met het liquidatieproces Marengo. In het proces stonden 17 verdachten terecht. Zij worden als leden van een criminele organisatie binnen de zogeheten Mocro Maffia verdacht van zes moorden en vier pogingen daartoe in Nederland in de periode van 2015 tot 2017. De drie tot levenslang veroordeelden waren leiders van een criminele organisatie die tegen betaling liquidaties uitvoerde. Taghi is veroordeeld in verband met de liquidaties van Samir Erraghib (IJsselstein, 17 april 2016), Ranko Skekic (Utrecht, 22 juni 2016), Hakim Changachi (Utrecht, 12 januari 2017), Ronald Bakker (Huizen, 9 september 2015) en Martin Kok (Laren, 8 december 2016). Razzouki is veroordeeld in verband met de liquidaties van Skekic en Changachi, R. is veroordeeld voor de liquidatie van Bakker. Daarnaast zijn alle drie veroordeeld voor het voorbereiden van liquidaties en voor enkele mislukte pogingen tot liquidatie. | - Rb 27-02-2024, ECLI:NL:RBAMS:2024:701                                                                                          |
| 2024 |      | Roberto H.         | Roberto H. is in hoger beroep tot levenslang veroordeeld voor de moord op zijn vriendin op 10 juli 2019 te Kerkrade. De rechtbank veroordeelde de man in eerste aanleg tot een gevangenisstraf van 20 jaar en tbs met dwangverpleging. Had al een strafblad met daarop eerdere veroordelingen voor onder andere doodslag, meerdere malen poging tot doodslag en poging tot zware mishandeling en was daarbij naast gevangenisstraffen ook eerder veroordeeld tot tbs met dwangverpleging. | - Rb 19-05-2021, ECLI:NL:RBLIM:2021:4156 (20 jaar + tbs) - Hof 29-07-2024, ECLI:NL:GHSHE:2024:2444                               |
| 2025 |      | Robert Dawes       | Robert Dawes is veroordeeld als opdrachtgever voor de moord op Gerard Meesters. De rechtbank vond levenslang de enige passende straf vanwege de 'ongekende wreedheid'. Dawes zat in Frankrijk al een gevangenisstraf van 22 jaar uit voor drugshandel. De schutter Daniel Sowerby was in 2005 al veroordeeld voor het uitvoeren van de moord (zie boven). | - Rb 10-01-2025, ECLI:NL:RBNNE:2025:47                                                                                           |
| 2025 |      | Fouad Lakhlili     | Fouad Lakhlili is veroordeeld voor een drievoudige moord en brandstichting in Rotterdam in 2023 op zijn onderbuurmeisje en -buurvrouw, en een universitair docent verbonden aan de Erasmus Universiteit. | - Rb 21-02-2025, ECLI:NL:RBROT:2025:2145                                                                                         |
| 2025 |      | Richard Kosse      | Richard Kosse is veroordeeld voor een dubbele moord in Weiteveen. Kosse had een slepende ruzie met de slachtoffers over de verkoop van zijn geboortehuis, dat volgens de kopers verborgen gebreken had. Op 16 januari 2024 schoot Kosse het eerste slachtoffer in haar auto door het hoofd. Hij reed daarna naar het huis en probeerde daar hetzelfde te doen met de man, maar dat mislukte. Toen de man probeerde te vluchten stak en sloeg Kosse hem herhaaldelijk. De 12-jarige zoon van het echtpaar was getuige van de moord op zijn vader. | - Rb 25-03-2025. ECLI:NL:RBNNE:2025:1099.                                                                                        |

## Buiten Nederland veroordeeld
Deze personen werden buiten Nederland tot levenslang veroordeeld, maar zitten hun straf in Nederland uit.
Legenda
| Onherroepelijke veroordeling, veroordeelde zit gevangen | Veroordeelde is overleden in de gevangenis    | Veroordeelde heeft gratie gekregen      |
| Strafzaak loopt nog                                     | In een inrichting geplaatst en daar overleden | Vrijgesproken na herziening strafproces |
| Bij verstek veroordeeld                                 |                                               | Onbekend                                |

| Jaar | Naam | Naam                          | Info |
| ---- | ---- | ----------------------------- | --- |
| 1990 |      | René Hillebrand               | Werd op 17 januari 1990 in het Verenigd Koninkrijk veroordeeld voor de moord op zijn vrouw Dawn en haar ouders Alan en Margaret Sturgeon. In 1994 overgeplaatst naar Nederland. |
| 1992 |      | Ahmet C.                      | Schoot in 1992 voor een eetcafé in Frankfurt am Main twee mannen dood. Werd in 1992 in Duitsland veroordeeld en in 1998 overgeplaatst naar Nederland. Kreeg in 2009 op 50-jarige leeftijd gratie omdat hij terminaal ziek was. Hij overleed kort daarna.                                                                                                 |
| 2000 |      | Edward Rodrigo Mario Josephia | Vermoordde op Bonaire in 2000 de Nederlandse ondernemer Alfons Pleumeekers (60) en diens vrouw, de Dominicaanse Maria del Carmen Lopez (52). Op 29 december 2000 in Willemstad tot levenslang veroordeeld. De 25-jarige medeverdachte C. Eusenia kreeg 16 jaar. Josephia ontsnapte in 2002 en werd later overgeplaatst naar Nederland.                   |
| 2010 |      | Hee Chan Schefer              | Maastrichtenaar van Koreaanse afkomst. Stak op 30 december 2007 in het Belgische Peer zijn vriendin Corrie Polie dood. In 2010 door het hof van assisen van Tongeren tot levenslang veroordeeld. In 2013 overgeplaatst naar Nederland. In 2022 werd na jaren procederen de levenslange gevangenisstraf omgezet in een tijdelijke gevangenisstraf en TBS. |

## Andere landen binnen het Koninkrijk der Nederlanden
Aruba, Curaçao en Sint Maarten zijn zelfstandige landen binnen het Koninkrijk der Nederlanden en dragen verantwoordelijk voor hun eigen landsbestuur en wetgeving. In november 2011 is in het nieuwe Wetboek van Strafrecht van Curaçao de mogelijkheid van voorwaardelijke invrijheidstelling van levenslanggestraften geïntroduceerd. Het Gemeenschappelijk hof van Justitie kan een tot levenslang gestrafte na twintig jaar gevangenisstraf voorwaardelijk in vrijheid stellen, als het oordeelt dat de gevangenisstraf verder geen doel meer dient.
Aruba, Curaçao en Sint Maarten telden per 31 december 2014 drie onherroepelijk levenslanggestraften.
Legenda
| Onherroepelijke veroordeling, veroordeelde zit gevangen | Veroordeelde is overleden in de gevangenis    | Veroordeelde heeft gratie gekregen      |
| Strafzaak loopt nog                                     | In een inrichting geplaatst en daar overleden | Vrijgesproken na herziening strafproces |
| Bij verstek veroordeeld                                 |                                               | Onbekend                                |

| Jaar    | Naam          | Naam                                | Land         | Info |
| ------- | ------------- | ----------------------------------- | ------------ | --- |
| 1942    |               | Manuel R. Wedervoort                | Curaçao      | Op 13 november 1942 voor de moord op Maria Auxiliadora Castillo veroordeeld tot levenslange gevangenisstraf "met tewerkstelling aan openbare werken met de boeien". Ontsnapte op 29 maart 1943, een dag voor zijn hoger beroep, en vermoordde Emilia Martha Matilda en verwondde Melanie Nicaela. Op 24 augustus 1943 wegens twee moorden en poging tot moord veroordeeld tot levenslang. |
| 1951    |               | Aufrey B. Grovell                   | Curaçao      | Schoot rechercheur Caesario Camelia dood. De officier van justitie had de doodstraf geëist. |
| 1954    |               | Mario Virginie (Johan Maria) Sophia | Curaçao      | Misbruikte en vermoordde zijn zusje Aura Enigda Sophia (9) en vermoordde zijn neefje Franklin Regalado Sophia (6). Op 27 april 1954 door het Hof van Justitie der Nederlandse Antillen tot de doodstraf veroordeeld. Zijn straf werd bij Landsbesluit van 14 augustus 1956 no. 23 omgezet in levenslang. Ontsnapte in 1970 voor korte tijd uit het Lands Psychiatrisch Ziekenhuis, waar hij toen al enkele jaren werd verpleegd. |
| 1980    |               | James Murray                        | Curaçao      | Vermoordde op 23 mei 1979 het zesjarig nichtje Darly Lai van zijn ex-vriendin uit wraak toen ze de relatie had beëindigd. De psychiater schreef in zijn verslag destijds dat Murray 'narcistisch, achterlijk en infantiel' was en raadde uitgebreide behandeling aan. Vanwege het recidivegevaar en omdat op de voormalige Nederlandse Antillen geen behandelkliniek bestond, werd hem in 1980 levenslang opgelegd. Hij diende verscheidene malen een verzoek om gratie in, maar pas toen hij terminaal ziek was, kreeg hij op 31 maart 2014 gratie. Hij overleed later dat jaar. In 2010 diende Murray bij het Europese Hof een klacht in tegen het Koninkrijk der Nederlanden dat zijn levenslange gevangenisstraf onveranderbaar was. Hij zou geen kans hebben om te worden vrijgelaten omdat hij nooit enige psychiatrische behandeling had gekregen. Het Hof oordeelde in 2016 dat er sprake was van een schending van artikel 3 van het Europese Verdrag voor de Rechten van de Mens, het verbod op onmenselijke of vernederende behandeling |
| 1984    |               | Ashton Lake                         | Sint Maarten | Ontvoerde, verkrachtte en vermoordde de 5-jarige Amy (of Ammy) Velasquez. In 1984 tot levenslang veroordeeld, mededader L.J. kreeg 16 jaar. In 2022 kwam hij na 37 jaar gevangenisstraf voorwaardelijk vrij. |
| 1988    |               | Christian Guy Martin                | Sint Maarten | Huurmoordenaar die in 1988 tot levenslang werd veroordeeld voor de moord op Hendrick Jules (Ricky) Eisden en Romanchi St. Jago. Ook in Frankrijk tot levenslang veroordeeld. In 1996 uitgeleverd aan Frankrijk. |
| 1989(?) |               | Dean Hassell                        |              | Sabaan die in 1989 op Saba, destijds onderdeel van de Nederlandse Antillen, politieagent Samuel Charles doodschoot. Zat in 1995 nog vast. |
| 1995    |               | David Angelista                     | Curaçao      | In 1995 voor de moord op Sarah Augustina tot levenslang veroordeeld. Uitkomst hoger beroep onbekend. |
| 2000    |               | Shairon Paulina                     | Curaçao      | Werd in 1999 veroordeeld tot 24 jaar voor een gewapende overval waarbij hij de politieagent Sambo neerschoot. Ontsnapte en schoot bij een andere overval iemand dood. In 2000 onherroepelijk tot levenslang veroordeeld. Ontsnapte op 24 juli 2005 uit de penitentiaire inrichting Point Blanche op Sint Maarten. In augustus opgepakt en overgebracht naar de Bon Futuro-gevangenis op Curaçao. Verzocht op 14 april 2015 vergeefs om overplaatsing naar Nederland. Hij werd in november 2021 onder voorwaarden vrijgelaten. |
| 2001    |               | Romero Rudolf Canword               | Sint Maarten | Op 9 januari 2001 tot levenslang veroordeeld wegens moord. Een verzoek tot vrijlating om behandeld te worden voor een stoornis werd op 29 november 2014 door het Gemeenschappelijk Hof afgewezen. |
| 2001    |               | Regis Djaoen                        | Curaçao      | Schoot een bewaker van pompstation Gasora tijdens een overval dood en schoot bij zijn arrestatie op drie agenten. Hij werd in april 2022 onder voorwaarden vrijgelaten. |
| 2014    |               | Elvis Kuwas                         | Curaçao      | Vermoordde in juni 2012 Lionel Arnaud, in januari 2013 Raikel Conception en in mei 2013 politicus Helmin Wiels. |
| 2015    |               | Adrian Martha                       | Curaçao      | Martha en Martis schoten op 15 juli 2014 in het kader van een bendeoorlog Jais Juliana en Shantley Arnhem dood op luchthaven Hato. Verschillende omstanders raakten gewond. Op 17 juni 2015 door het Gerecht in Eerste Aanleg tot levenslang veroordeeld. |
| 2015    | Judrin Martis |                                     | Curaçao      | Martha en Martis schoten op 15 juli 2014 in het kader van een bendeoorlog Jais Juliana en Shantley Arnhem dood op luchthaven Hato. Verschillende omstanders raakten gewond. Op 17 juni 2015 door het Gerecht in Eerste Aanleg tot levenslang veroordeeld. |
| 2020    |               | Shaville (Heartless) Parris         | Sint Maarten | Pleegde in de jaren 2018-2020 op Sint Maarten twee moorden, een doodslag en vijf pogingen tot moord. Parris, afkomstig van Saint Kitts en Nevis, werd op 29 oktober 2020 door het Gerecht in eerste aanleg van Sint Maarten tot levenslang veroordeeld. In hoger beroep werd hij opnieuw tot levenslang veroordeeld. |
| 2022    |               | Kathron (Kuchi) Fortune             | Sint Maarten | De Grenadaan vermoordde op 5 december 2016 samen met zijn broer twee mannen tijdens een ripdeal in een hotelkamer op Sint Maarten. Fortune was op dat moment voortvluchtig; hij was in 2007 veroordeeld tot een gevangenisstraf van 21 jaar voor het plegen van een moord, maar ontsnapte begin 2016. Hij werd op 4 augustus 2017 opgepakt. |